# Kom (Nwa)
Pour les articles homonymes, voir Kom.
Kom est un village du Cameroun situé dans le département du Donga-Mantung et la Région du Nord-Ouest, à proximité de la frontière avec le Nigeria. Il fait partie de la commune de Nwa.

## Population
En 1970 Kom comptait 291 habitants, principalement Mfumte.
Lors du recensement de 2005, 1 412 habitants y ont été dénombrés, dont 683 hommes et 729 femmes. Ceux-ci étaient répartis dans les quartiers de Mbuku, Nvo, Nshifu, Vroe et Wi.
C'est l'une des 16 localités où l'on parle le mfumte, une langue des Grassfields.
Pendant l'été 2011, sept personnes vulnérables habitaient à Kom. Celles-ci n'ont accès à aucune ressource sociale vu que des programmes d'aide n'existent pas.

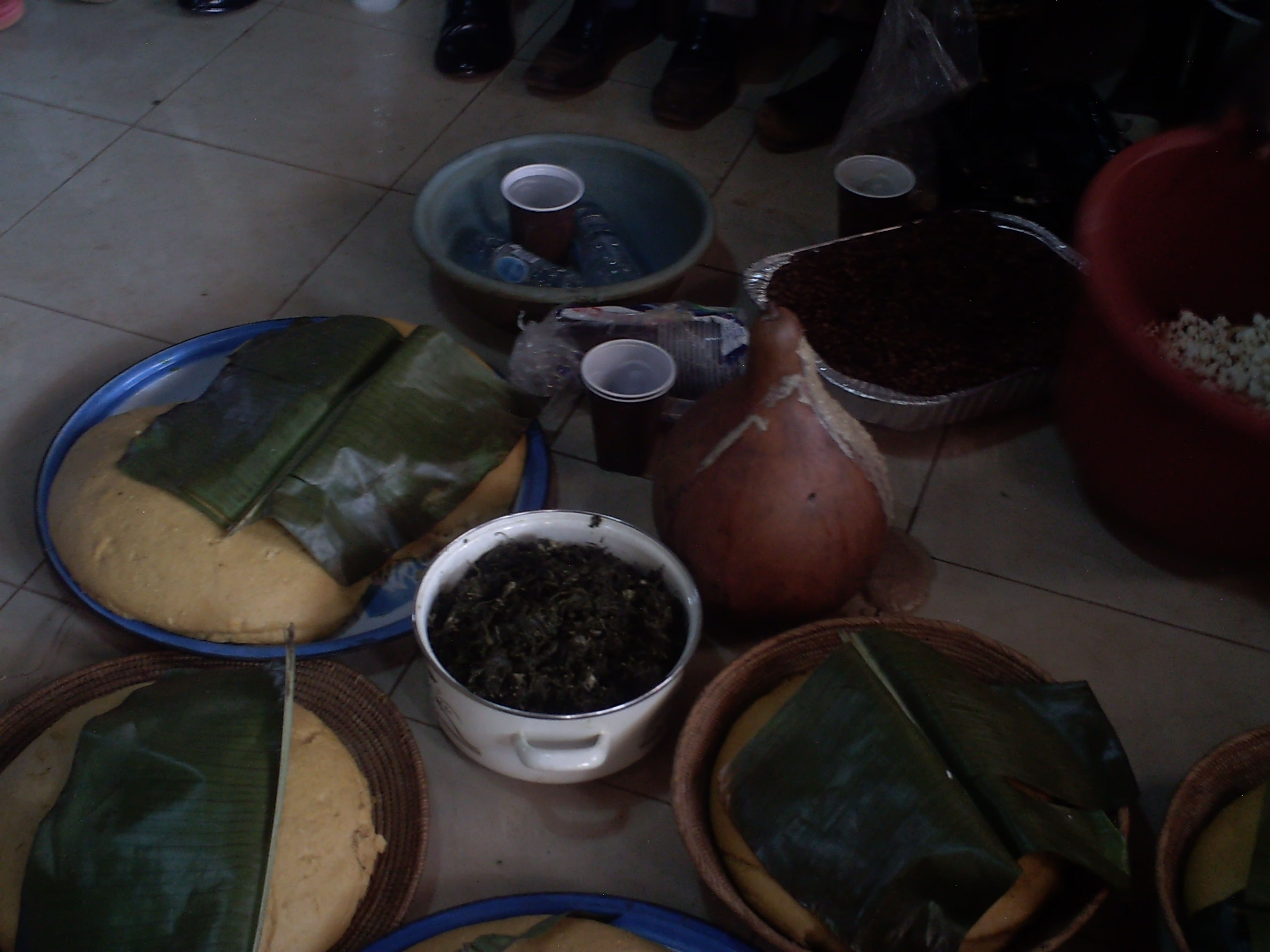
Mets au mariage traditionnel

## Agriculture et élevage
L'agriculture est importante à Kom. Parmi les plantes cultivées, on trouve du maïs, des plantains, des bananes, du sorgho, des fèves, du soya, du manioc, des pommes de terre, du taro, des palmiers à huile, des papayes et des oranges.
L'élevage est peu développé à Kom. Cependant, partout dans la commune, on élève des chèvres, des moutons, des porcs, des cochons d'Inde, des poules et des lapins.

## Éducation
Il y a quatre écoles de trois niveaux différents à Kom.

### Maternelle
GNS Kom a été fondée en 2004. Cette école maternelle comptait 27 élèves pendant l'été de 2011 (moment où les données ont été récoltées) ainsi qu'un maître-parent. 28 table-bancs formaient les équipements de salle de classe de l'école. Un bâtiment de l'école est en bon état, et un autre est en état moyen. Il y a des latrines et un point d'eau sur le territoire de l'école. Une association parents-enseignants existe à GNS Kom.

### Primaire

#### GS Kom
GS Kom a été fondée en 1975. 150 enfants étudiaient dans cette école primaire pendant l'été 2011, tandis que deux maître-parents, un enseignant contractuel et un fonctionnaire y travaillaient. 62 table-bancs formaient les équipements de salle de classe de l'école. Deux bâtiments de l'école sont en bon état, deux sont en état moyen et les deux autres sont en mauvais état. Il y a un point d'eau ainsi qu'une association parents-enseignants à GS Kom.

#### CS Kom
C'est la seule école privée de Kom. Celle-ci comptait 129 élèves pendant l'été 2011, en plus de deux maître-parents, un enseignant contractuel et trois fonctionnaires. Les équipements de salle de classe de l'école étaient à ce moment 71 table-bancs. Les six bâtiments de l'école sont en bon état. On trouve un point d'eau, des latrines et une association parents-enseignants à CS Kom.

### Secondaire
GSS Kom a été fondée en 2005. Pendant l'été de 2011, 250 élèves y étudiaient, et huit maître-parents et quatre fonctionnaires y travaillaient. Les équipements de salle de classe étaient formés par 83 table-bancs. Les cinq bâtiments de l'école sont en état moyen. L'école possède un point d'eau ainsi que des latrines. Il y a une association parents-enseignants à GSS Kom, ainsi qu'un conseiller scolaire. Des efforts de reboisement ont lieu sur le territoire de l'école.

## Santé
Il n’y a pas de centre de santé à Kom, fondé en 1974. Le seul bâtiment de celui-ci est en bon état. On y trouve neuf lits, un laboratoire, une maternité, une pharmacie et un réfrigérateur.[Passage contradictoire] Sur le territoire du centre, on trouve des latrines, et on y fait de la reboisement.

## Eau et ressources énergétiques
Il y a une de source d'eau potable sanitaire à Kom, qui recueille de l'eau de source. Les habitants du village peuvent s'y approvisionner grâce à quatre robinets. Par contre, celle-ci ne suffit pas aux besoins du village. Certains habitants doivent donc s'approvisionner à des points d'eau qui pourraient contenir des pathogènes et autres produits nocifs pour la santé.
Kom, comme tous les autres villages de la commune de Nwa, n'est pas électrifié.

## Commerce
Il n'y a pas de marché à Kom.

## Transports
Kom est connecté à des routes rurales. Par contre, celles-ci sont en mauvais ou très mauvais état. En effet, aucune route dans la commune de Nwa est pavée, et elles sont d'habitude uniquement accessible par des véhicules tout-terrains, même pendant la saison sèche.

## Travaux publics et développements futurs
Selon le Plan de Développement Communal du Conseil de Nwa, écrit dans l'optique de faire du Cameroun une économie émergente en 2035, on prévoit la complétion des projets suivants à Kom :
- étendre le système d'approvisionnement en eau à trois autres quartiers ;
- construire deux classes à GNS Kom, quatre classes à GS Kom et deux classes à GSS Kom ;
- foournir 60 bancs à GS Kom ;
- construire des ateliers et un bâtiment administratif à GTC Kom ;
- donner des bourses (350 000 francs CFA par année pour cinq étudiants) pour aider des enfants pauvres ;
- construire un marché à petits animaux ;
- construire un centre communautaire ;
- créer un centre pour jeunes ;
- entretenir la route entre Mballa et Kom et celle entre Mbepji et Kom ;
- ouvrir la route entre Adere et Kom ;
- construire un pont sur la rivière Magui, entre Kom et Adere ;
- créer des pépinières de 4 500 plants chacune (une d'acajou, une d'iroko, une d'eucalyptus, une de manguier, une de cyprès et une de palmier à huile).

### Danse traditionnelle

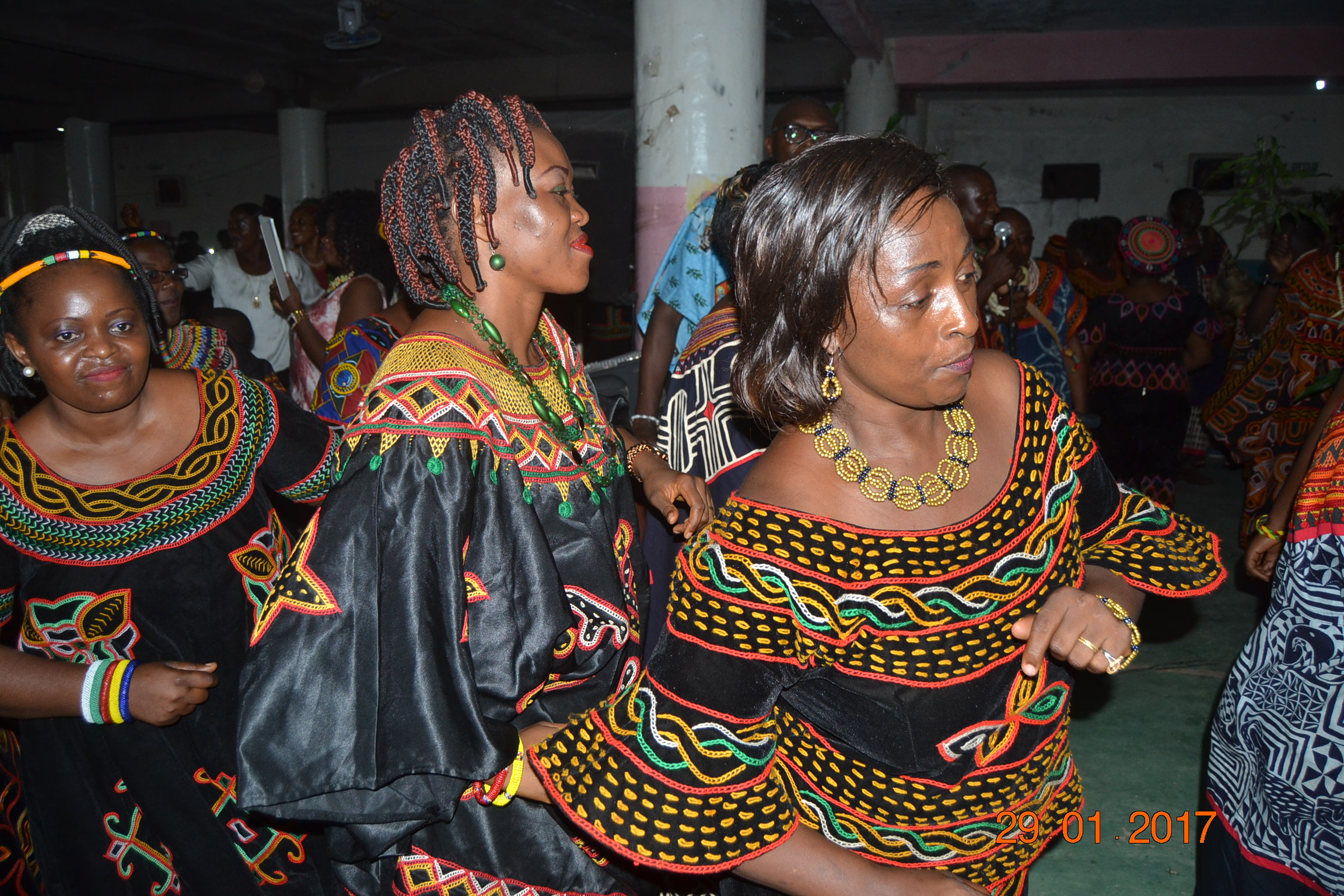
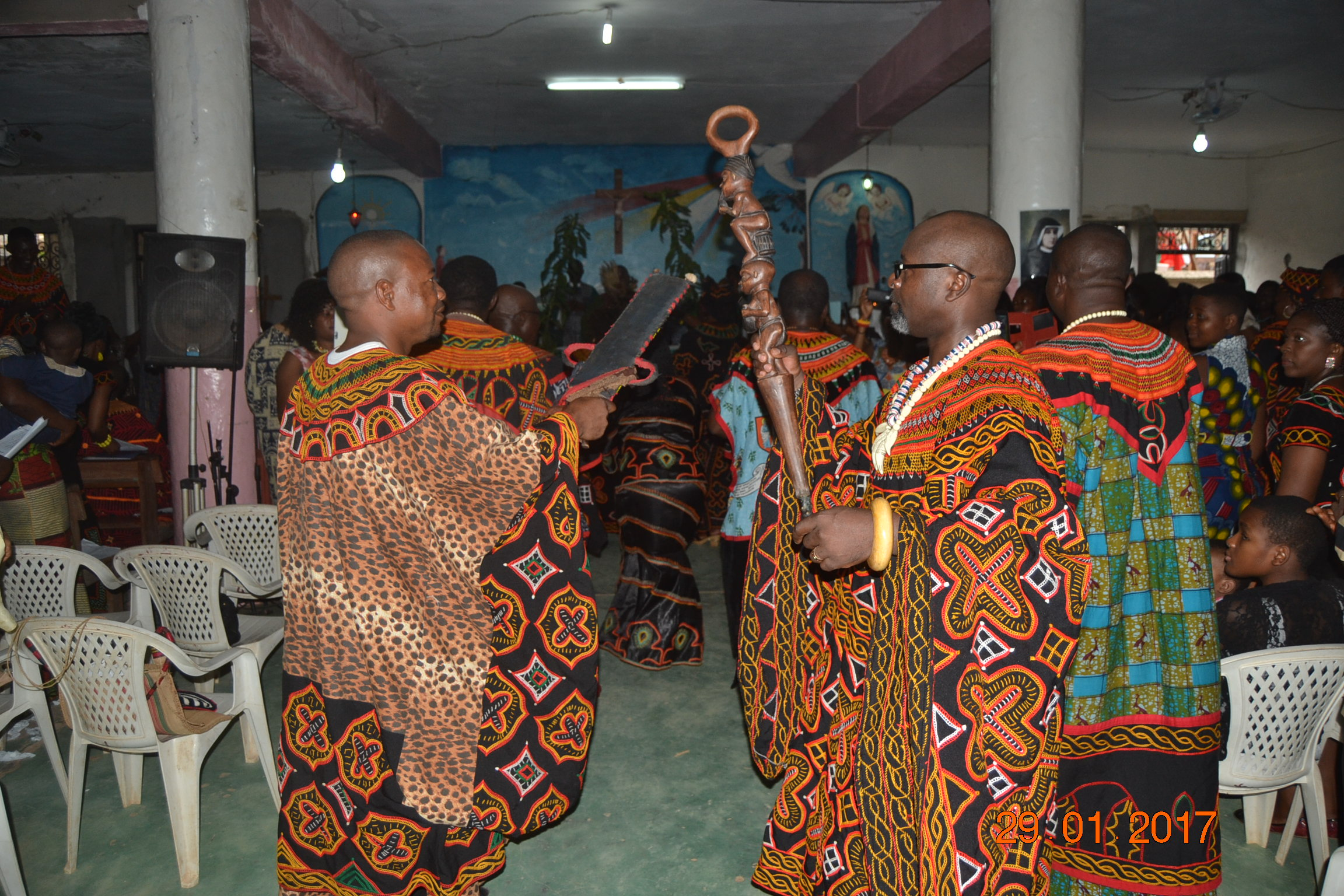
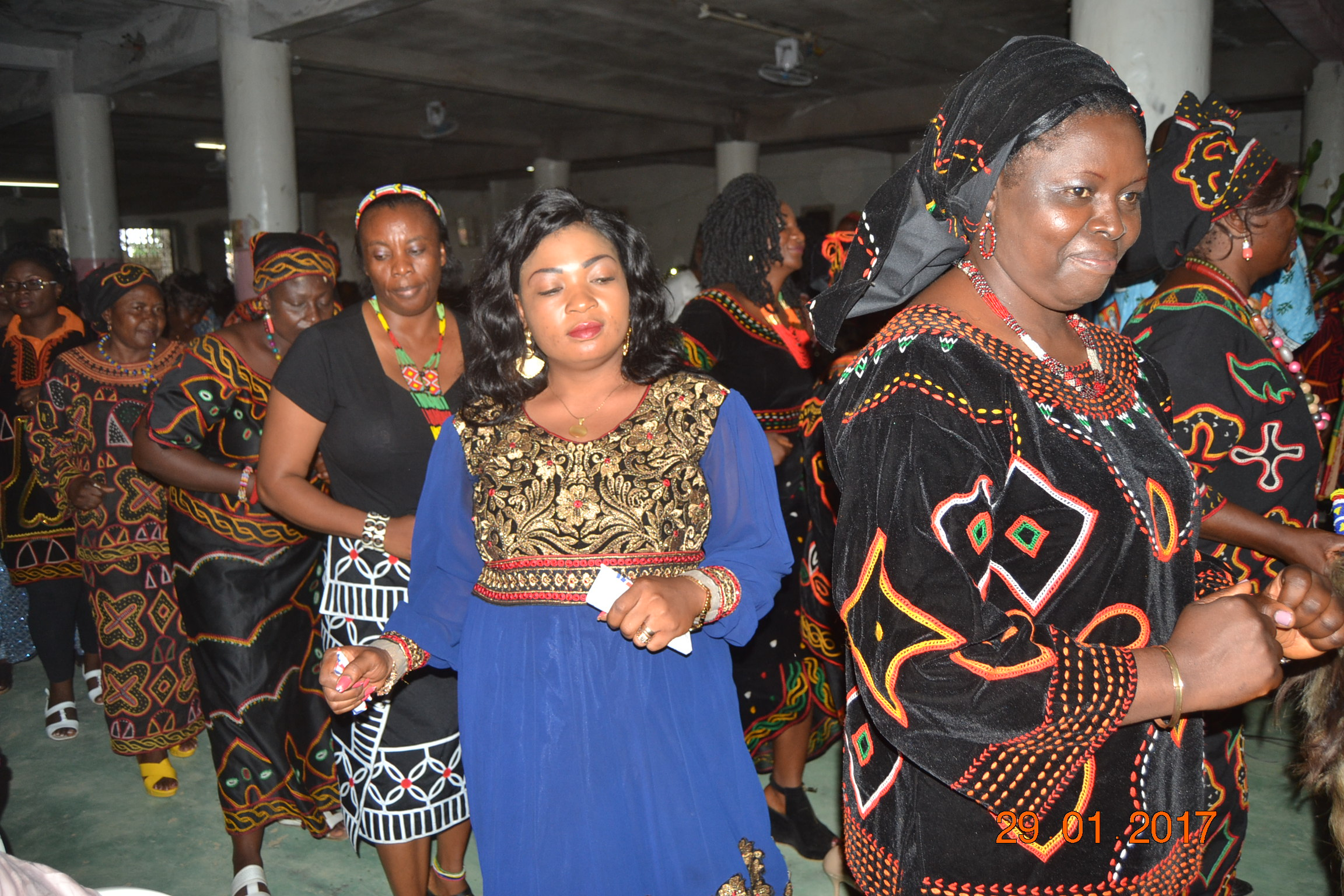
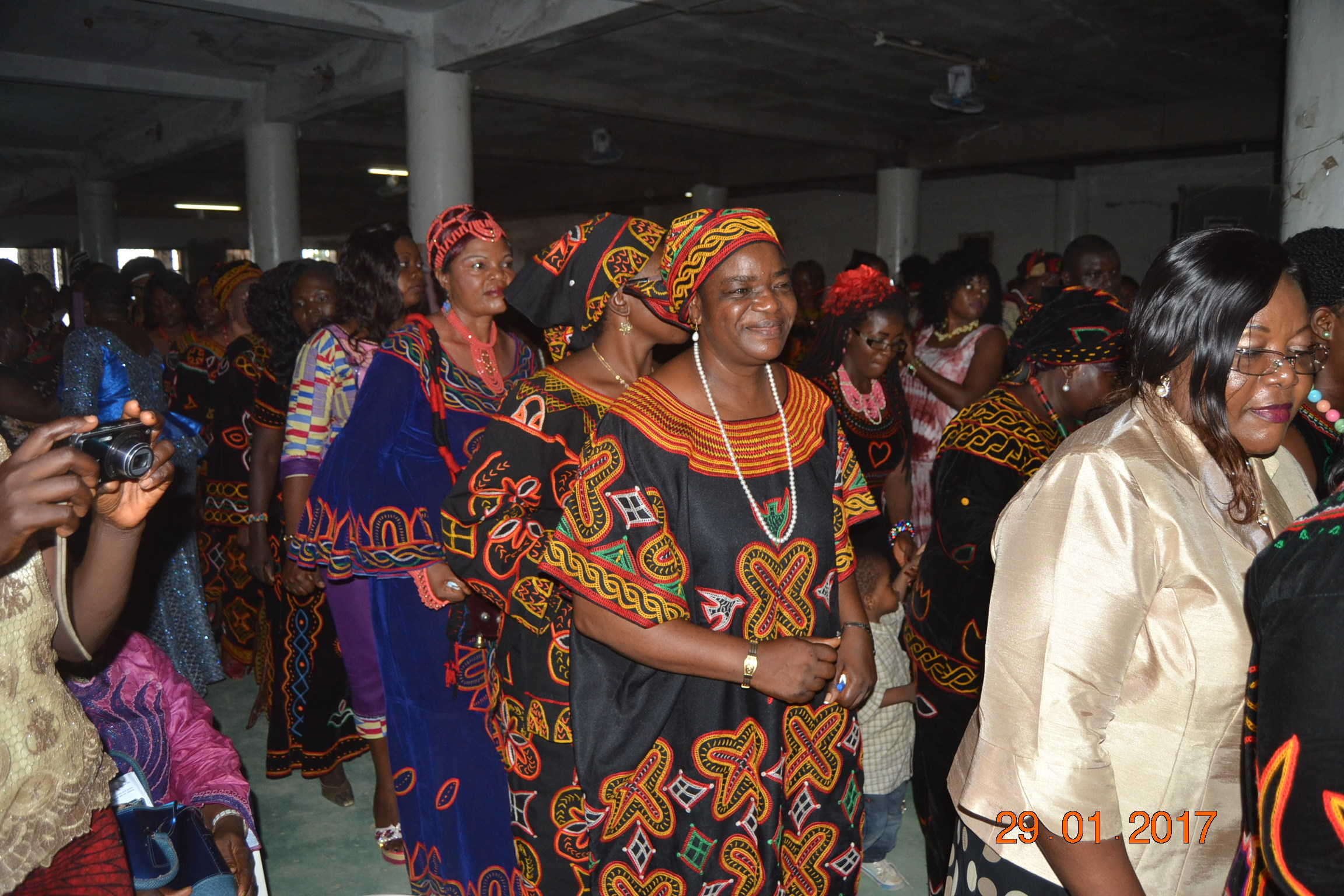
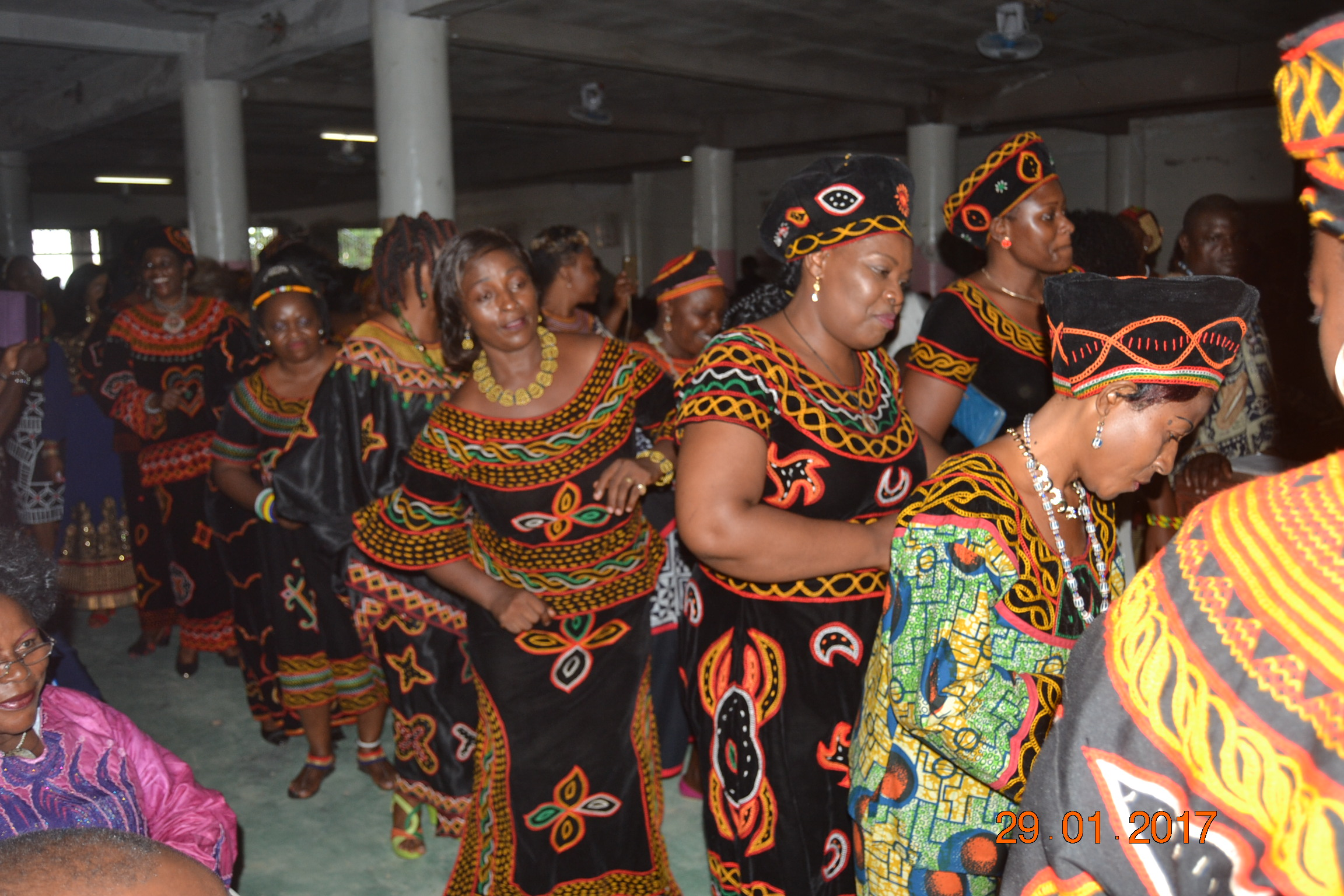
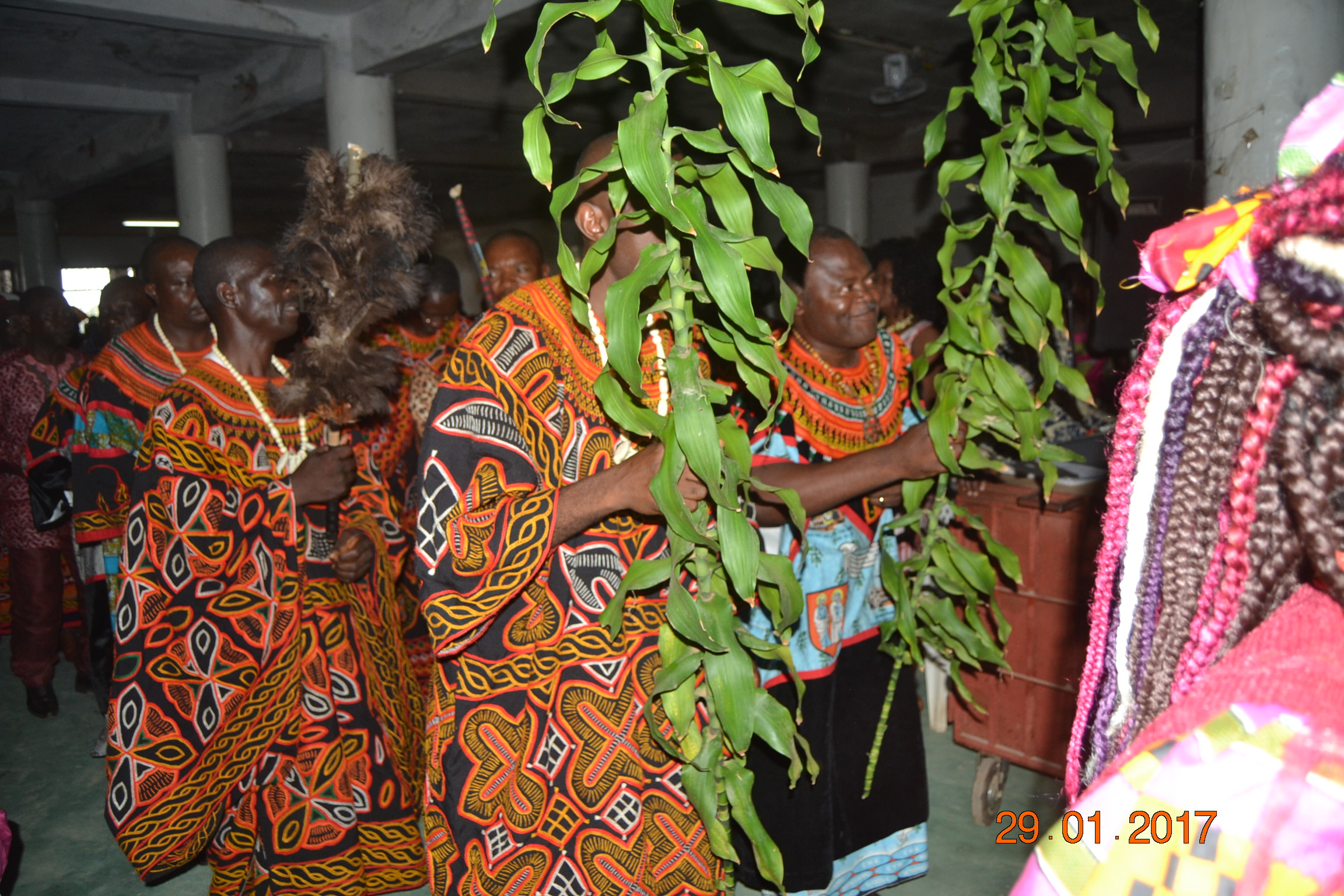
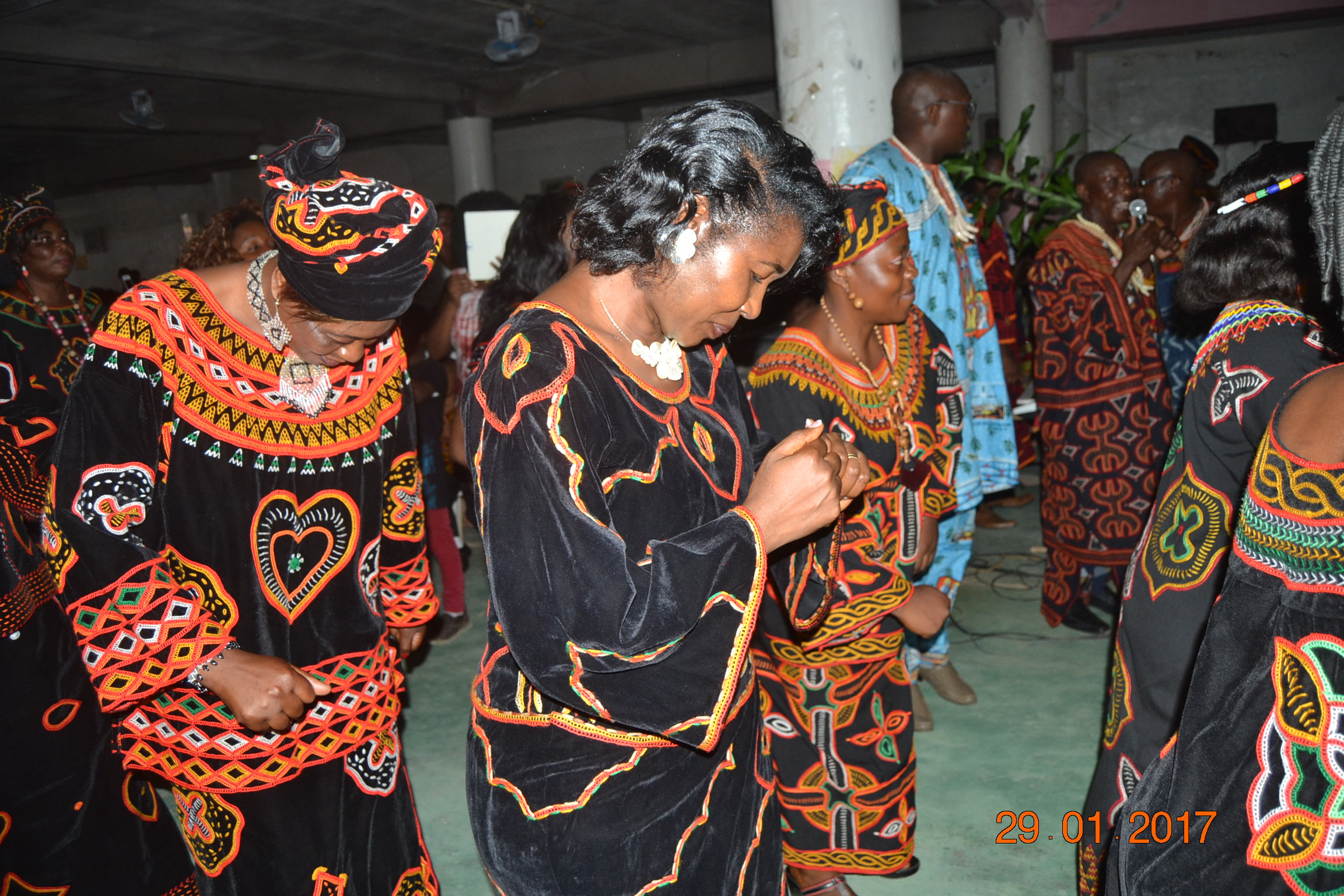
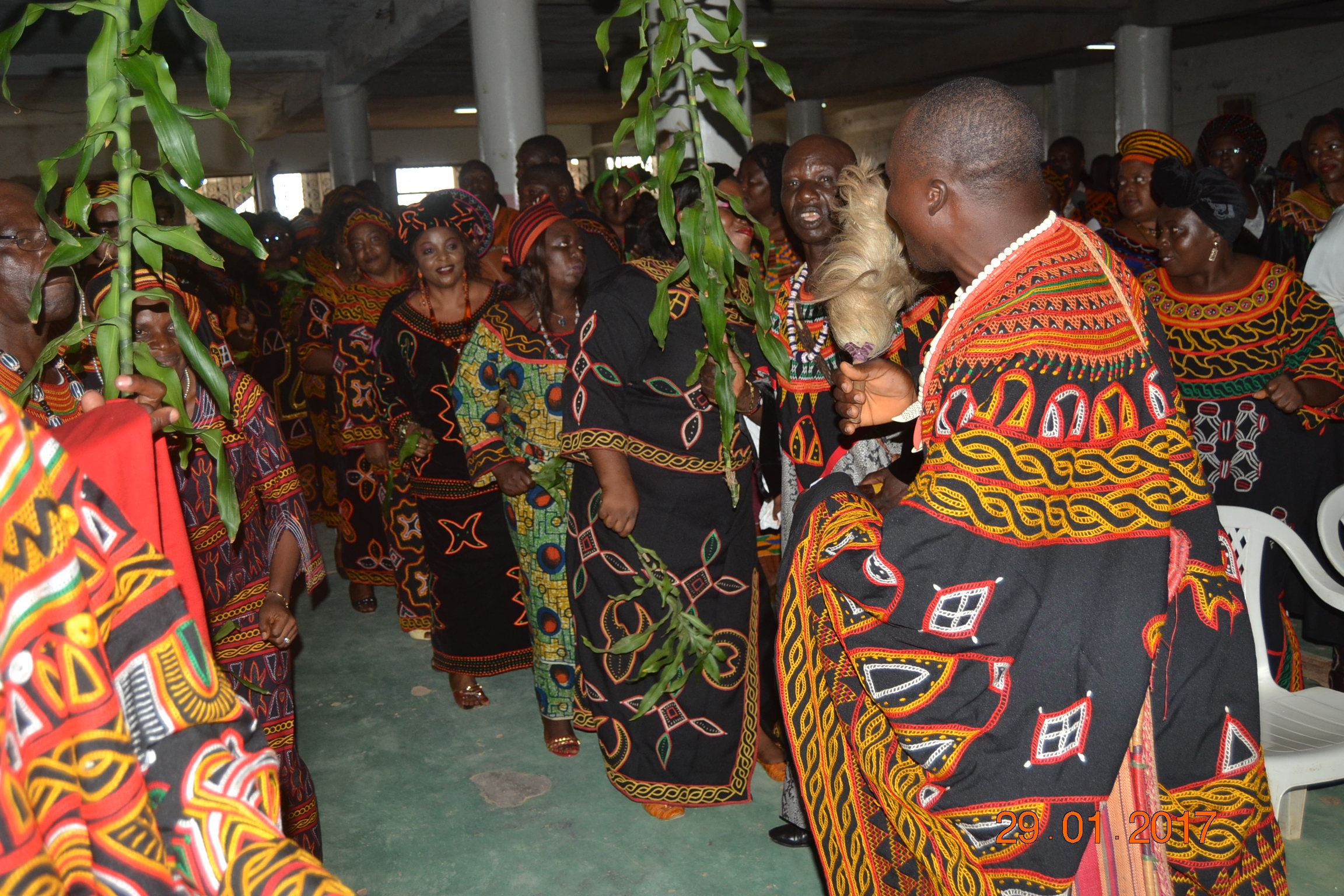
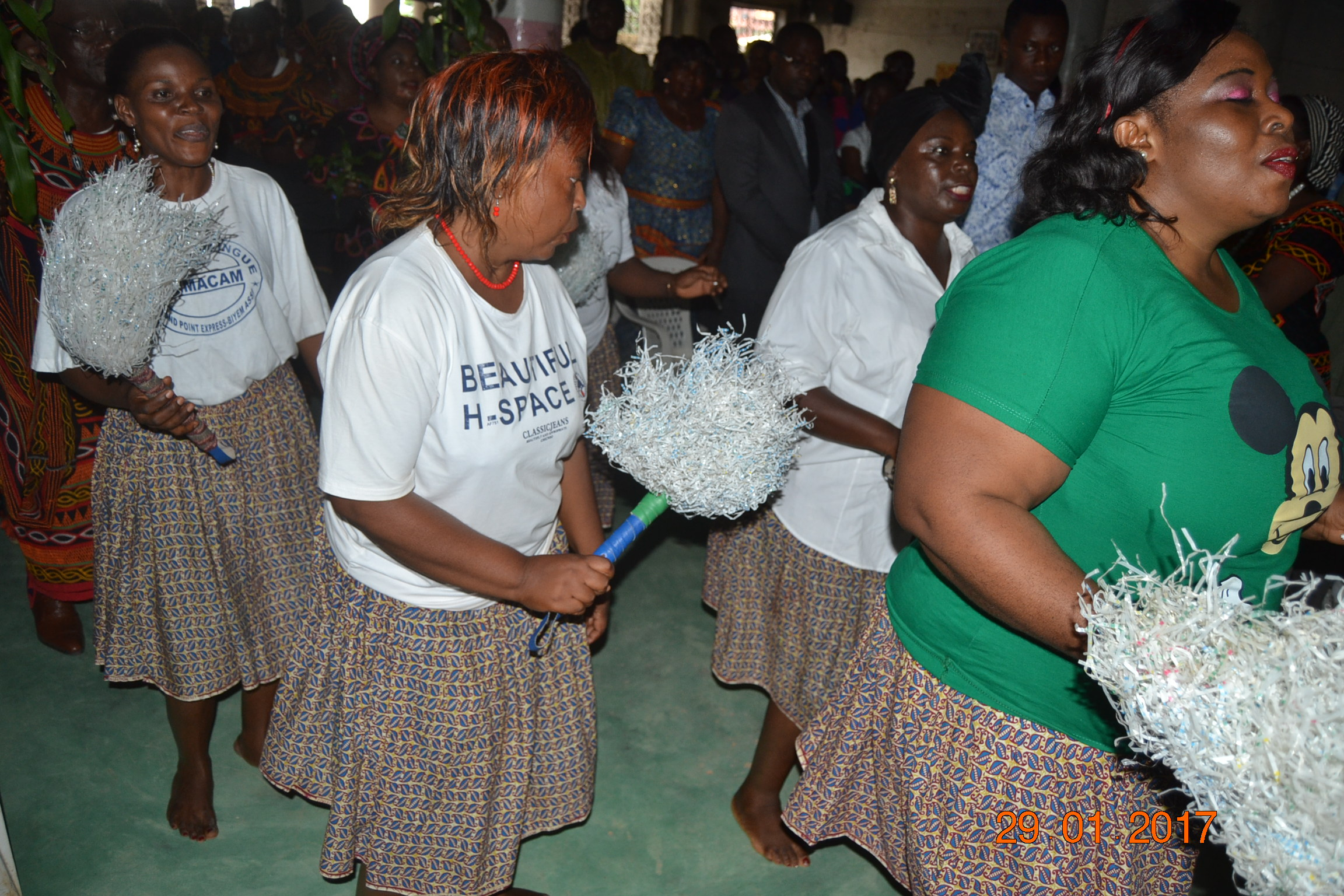
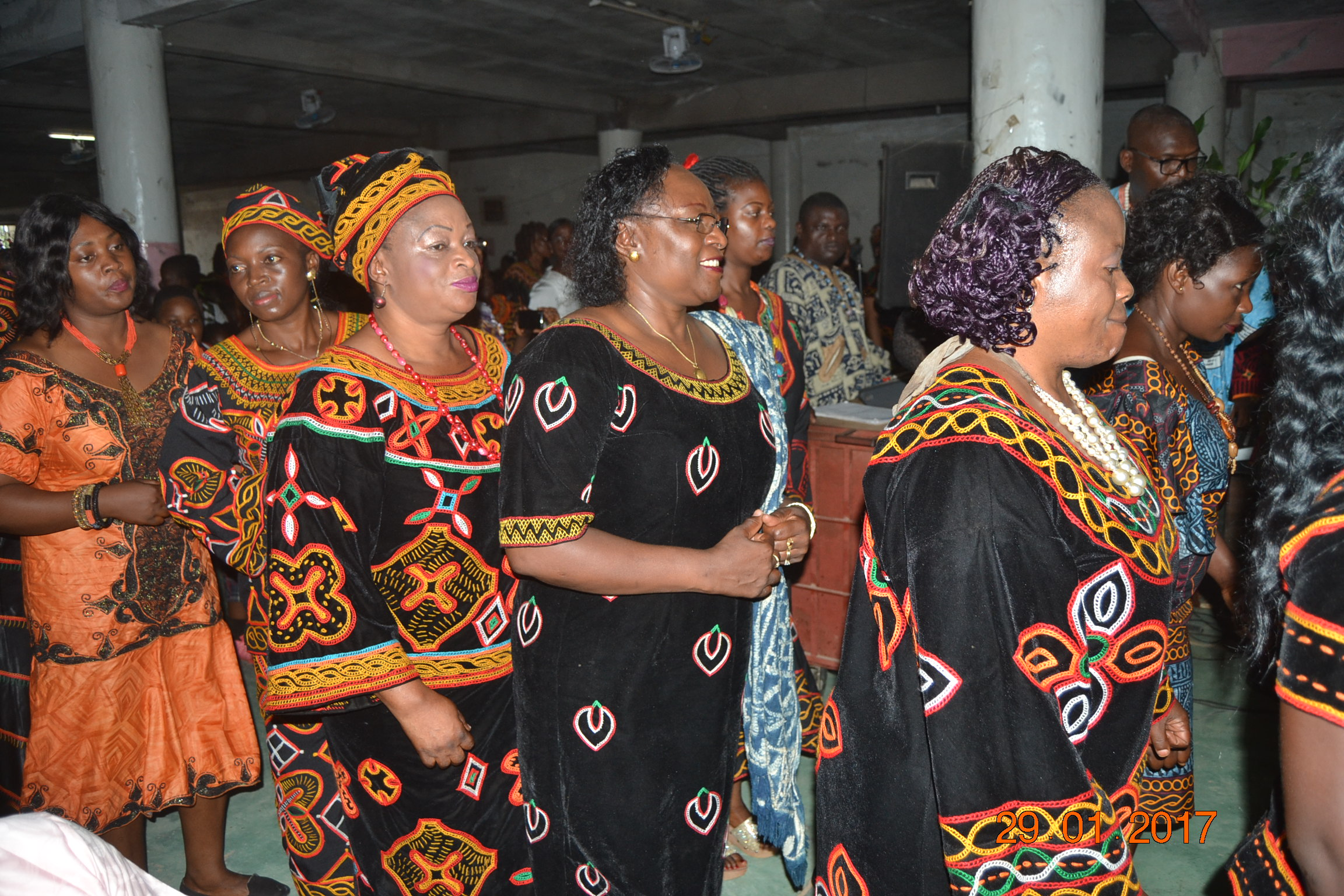
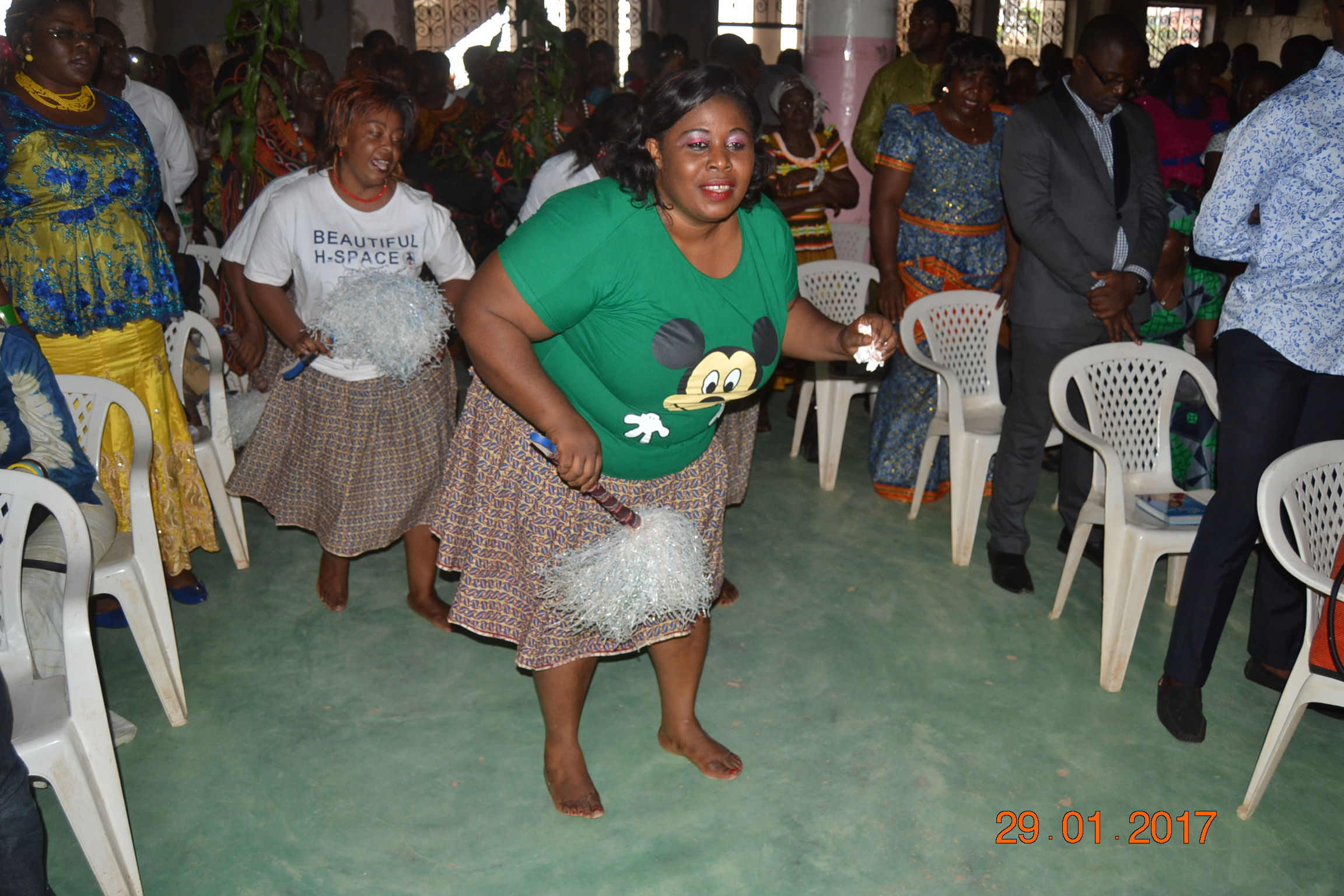
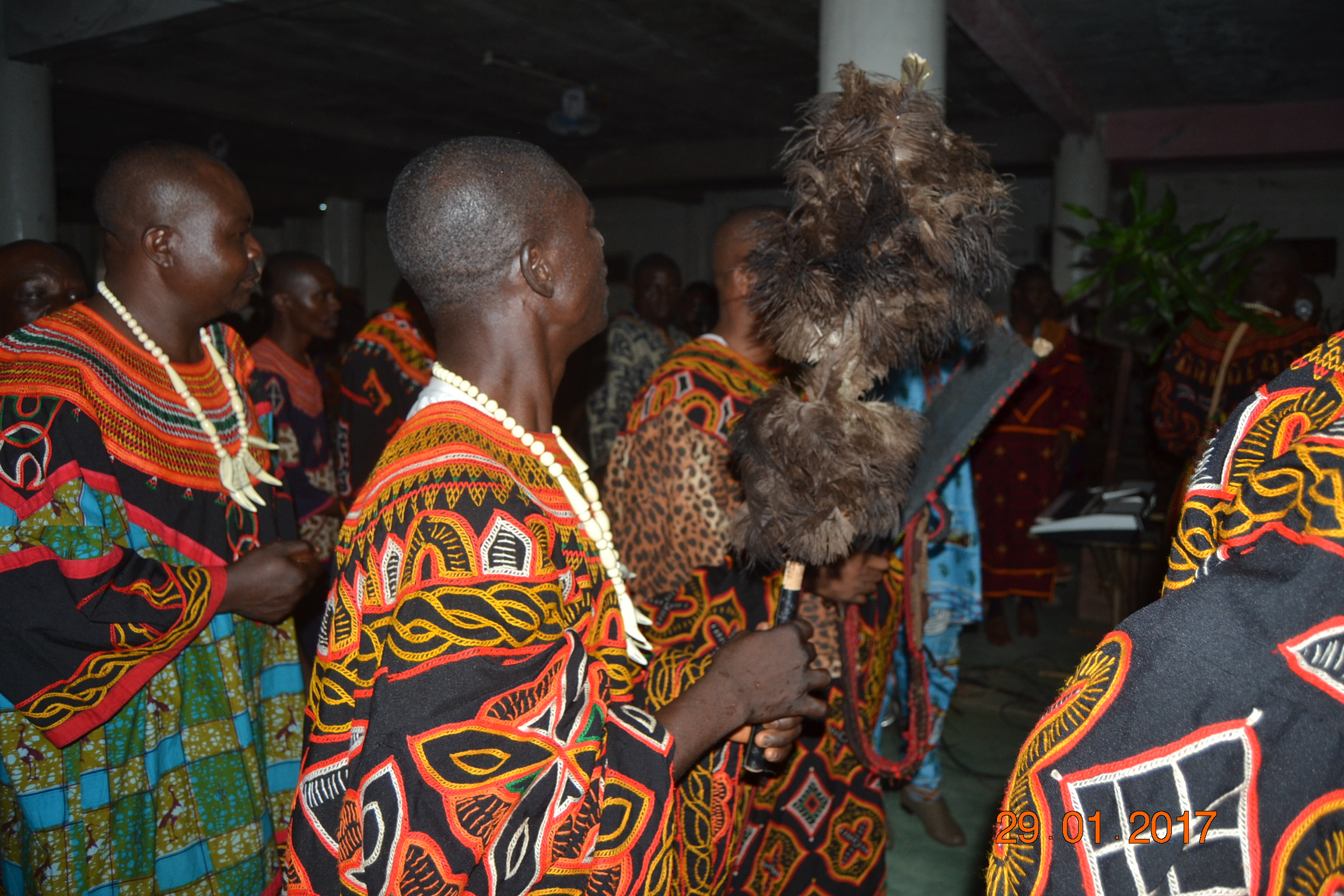
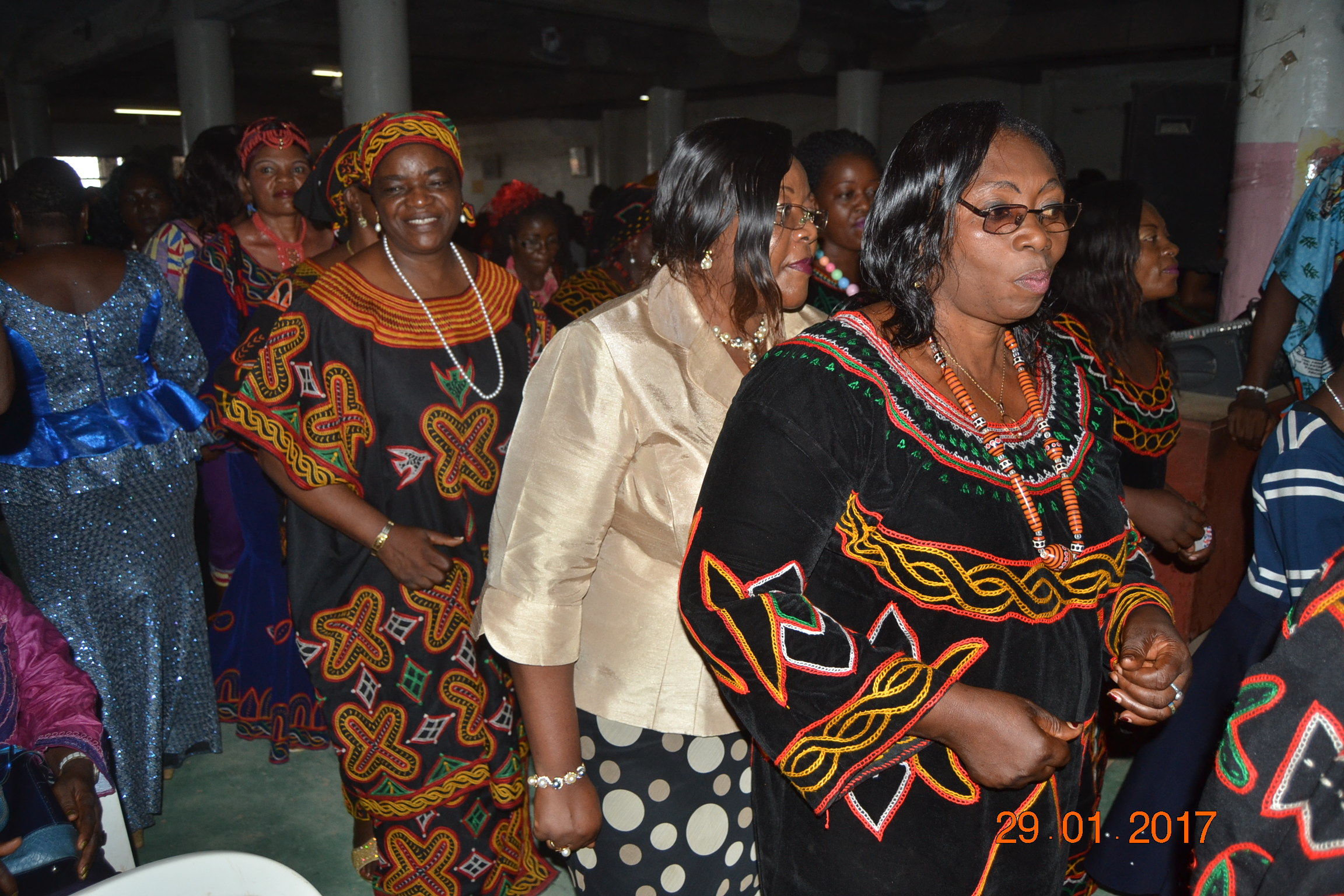
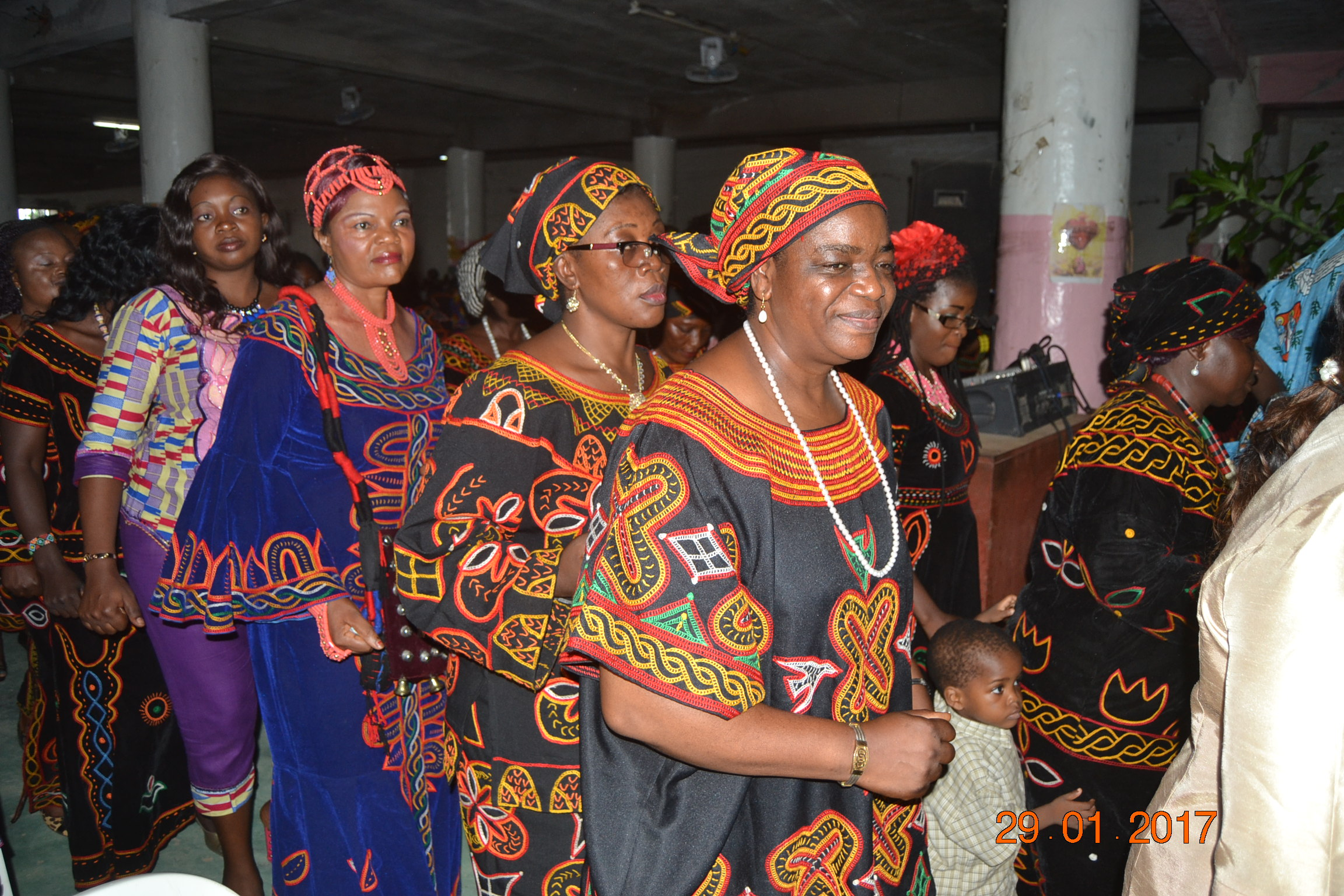
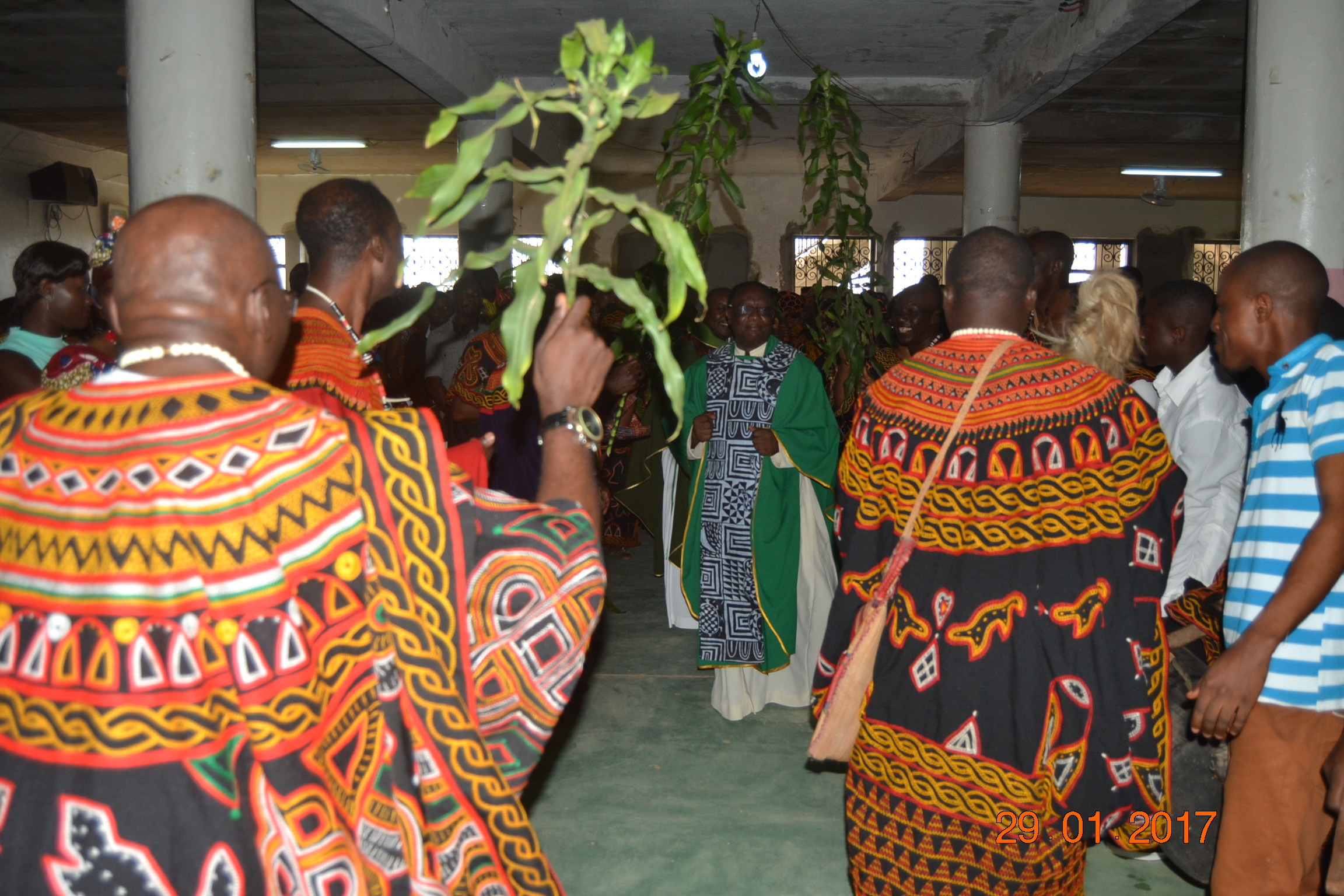
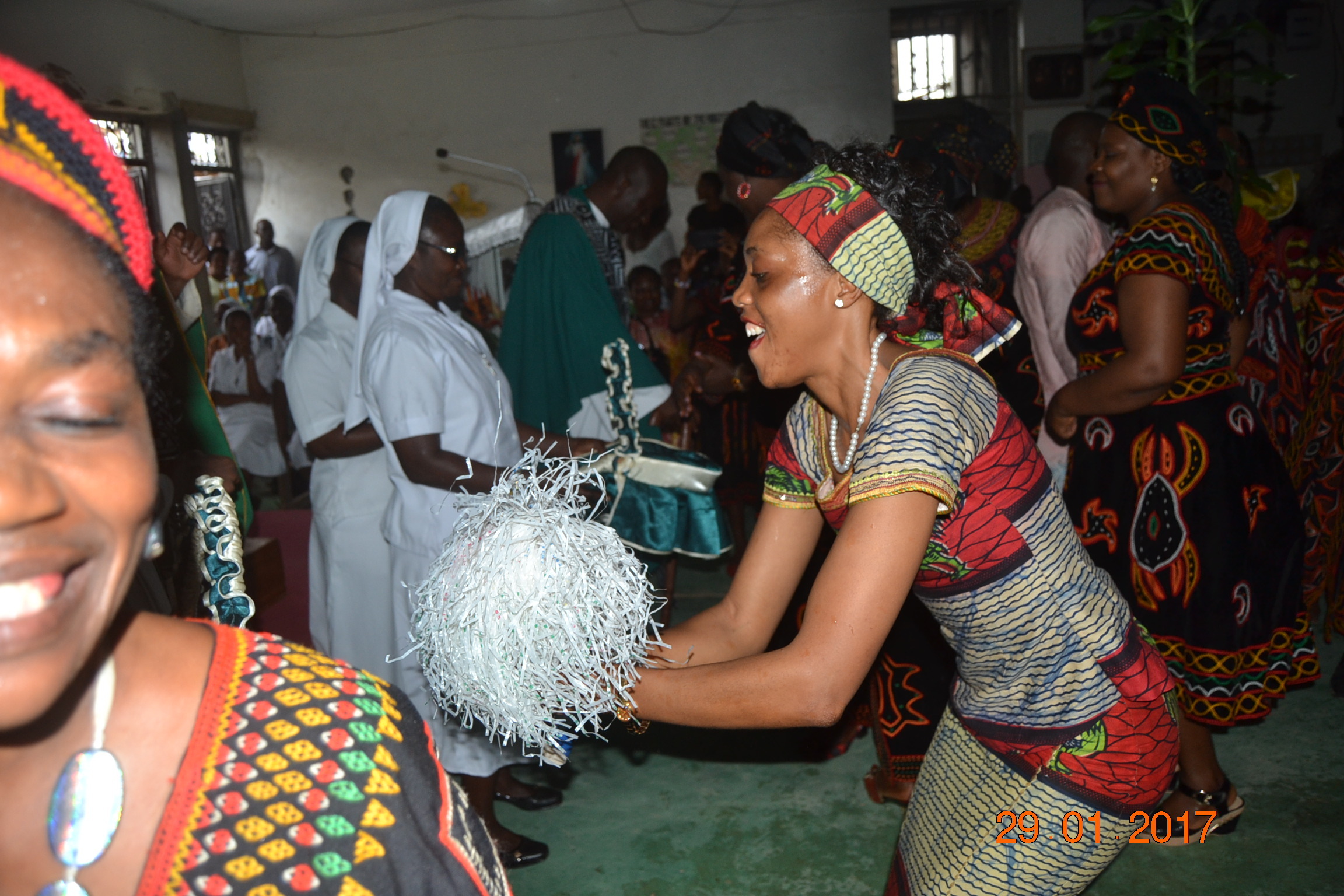
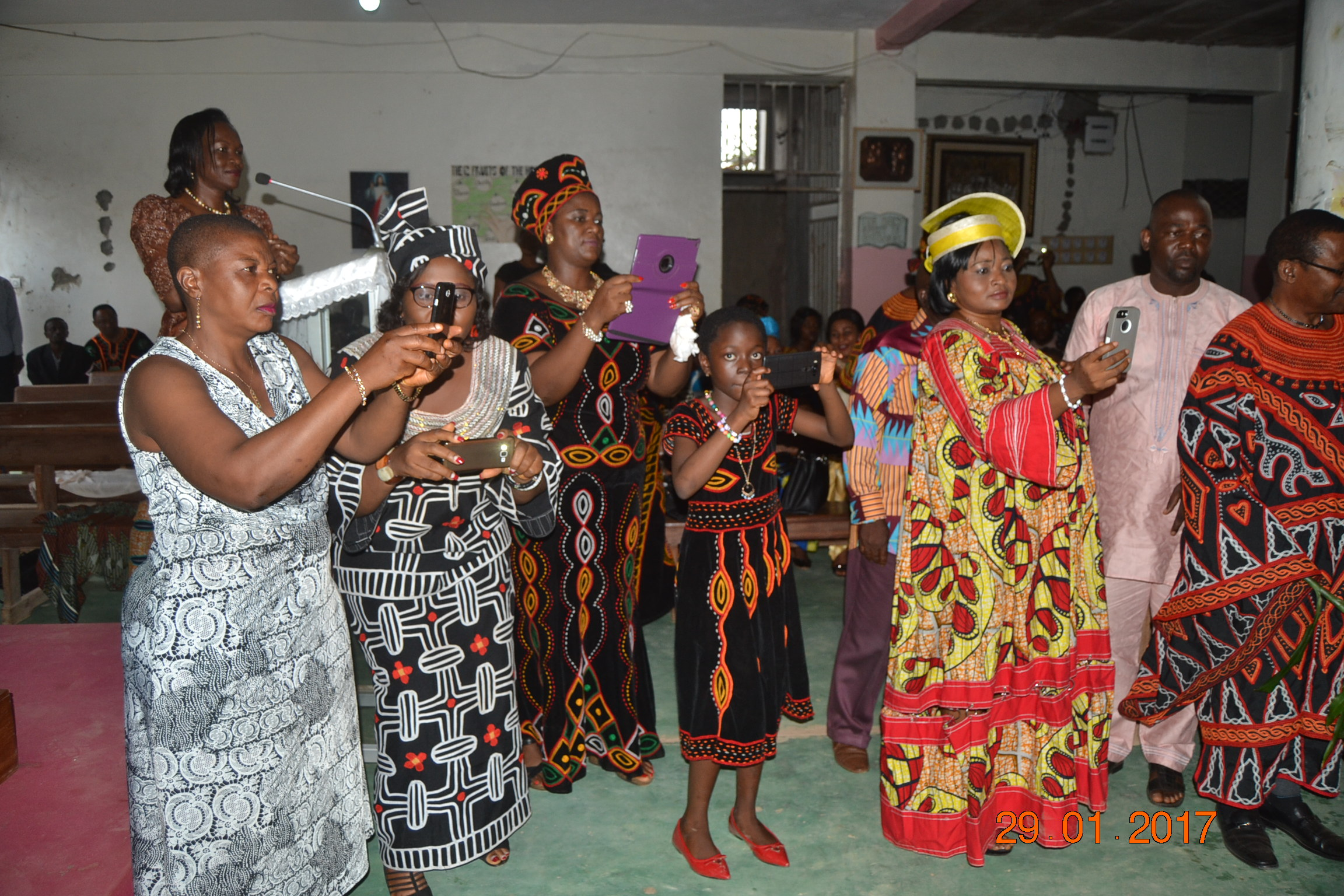
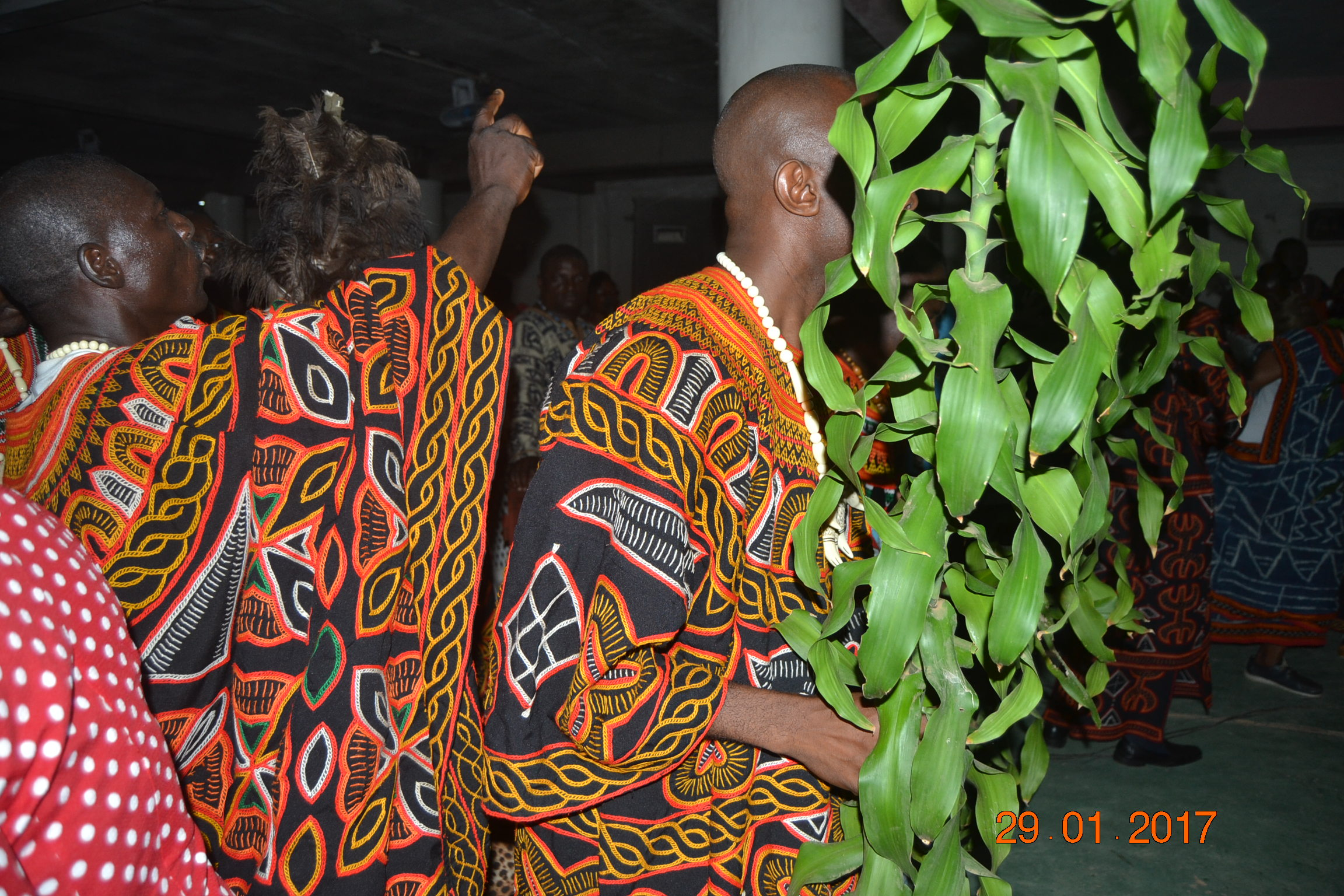
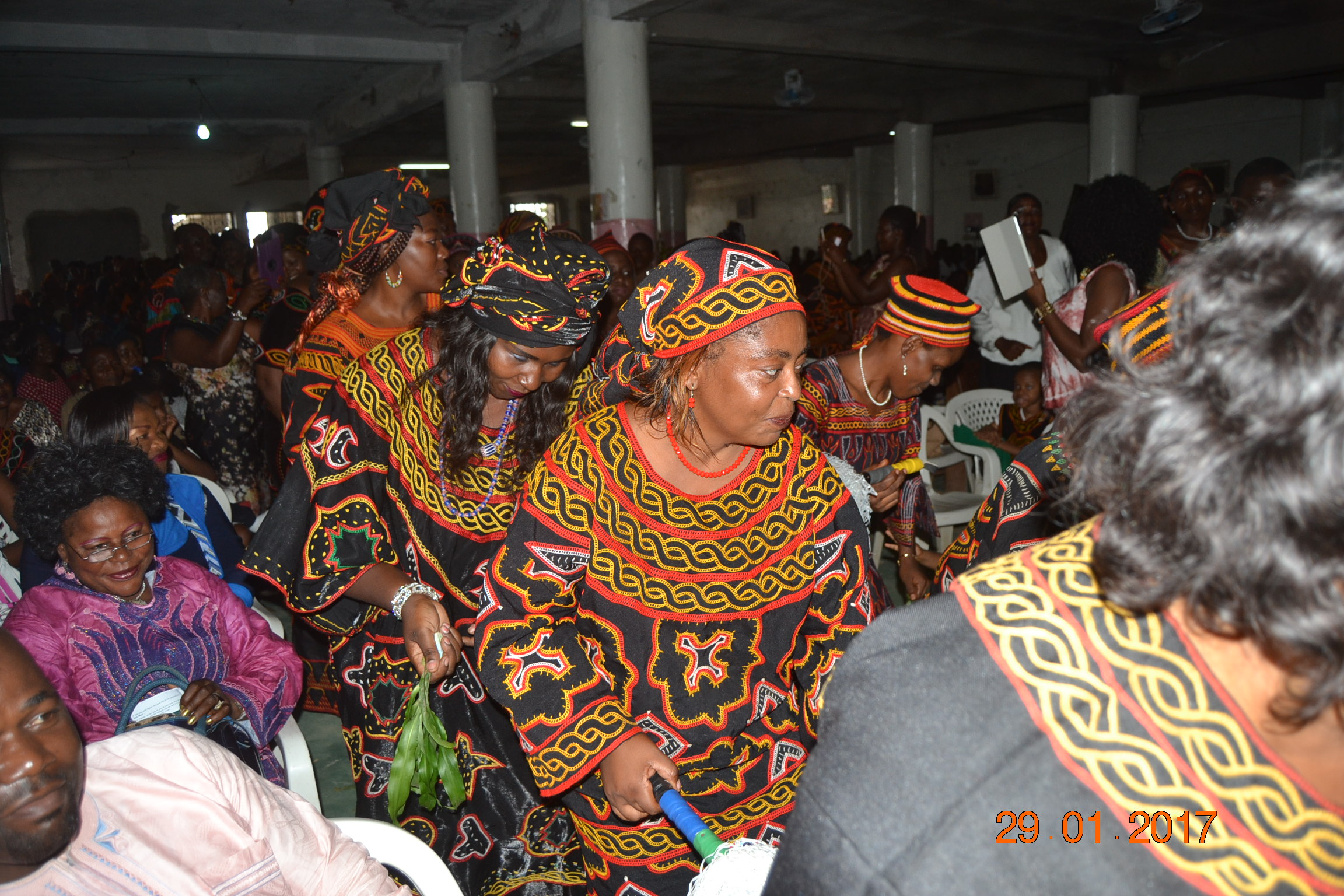
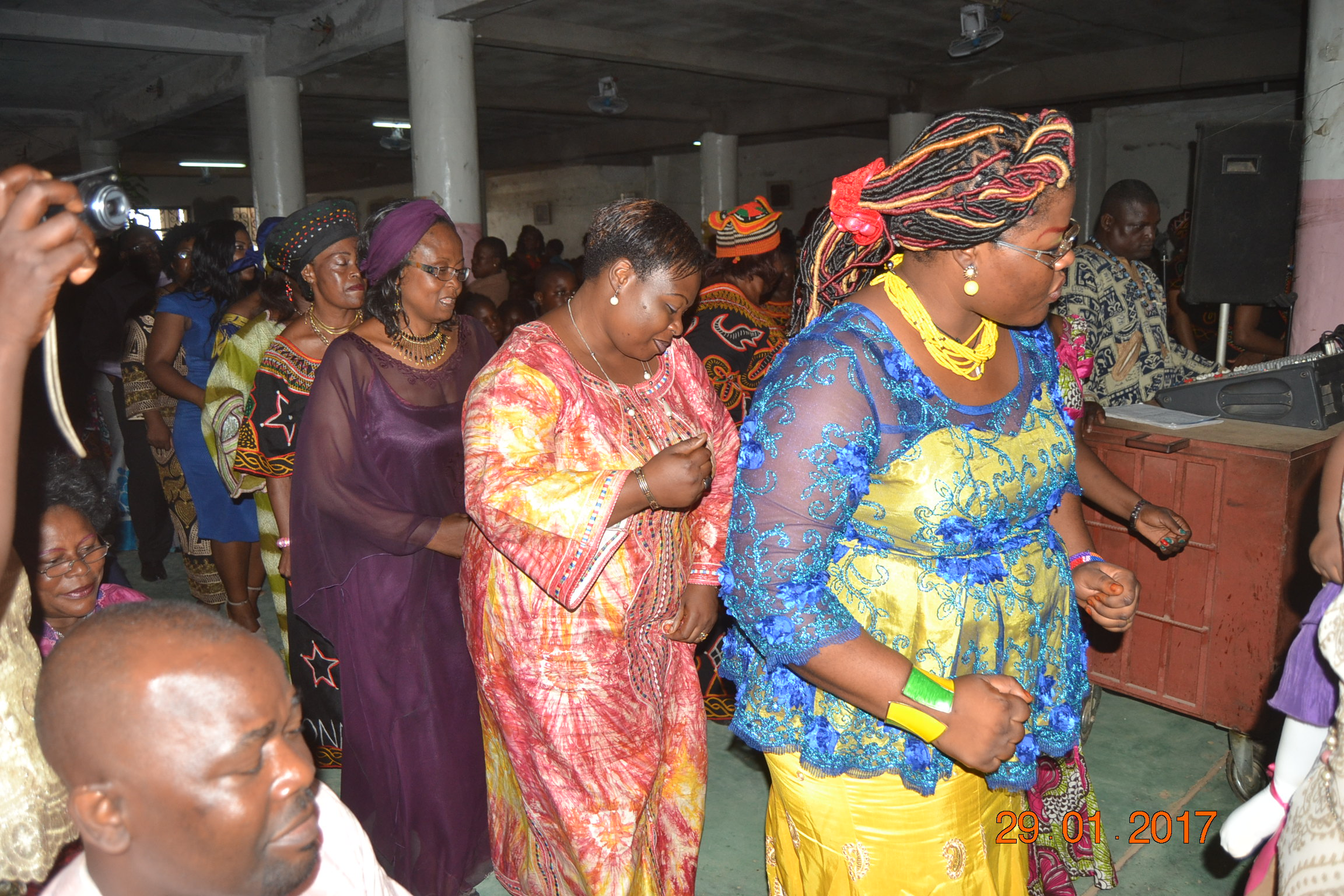
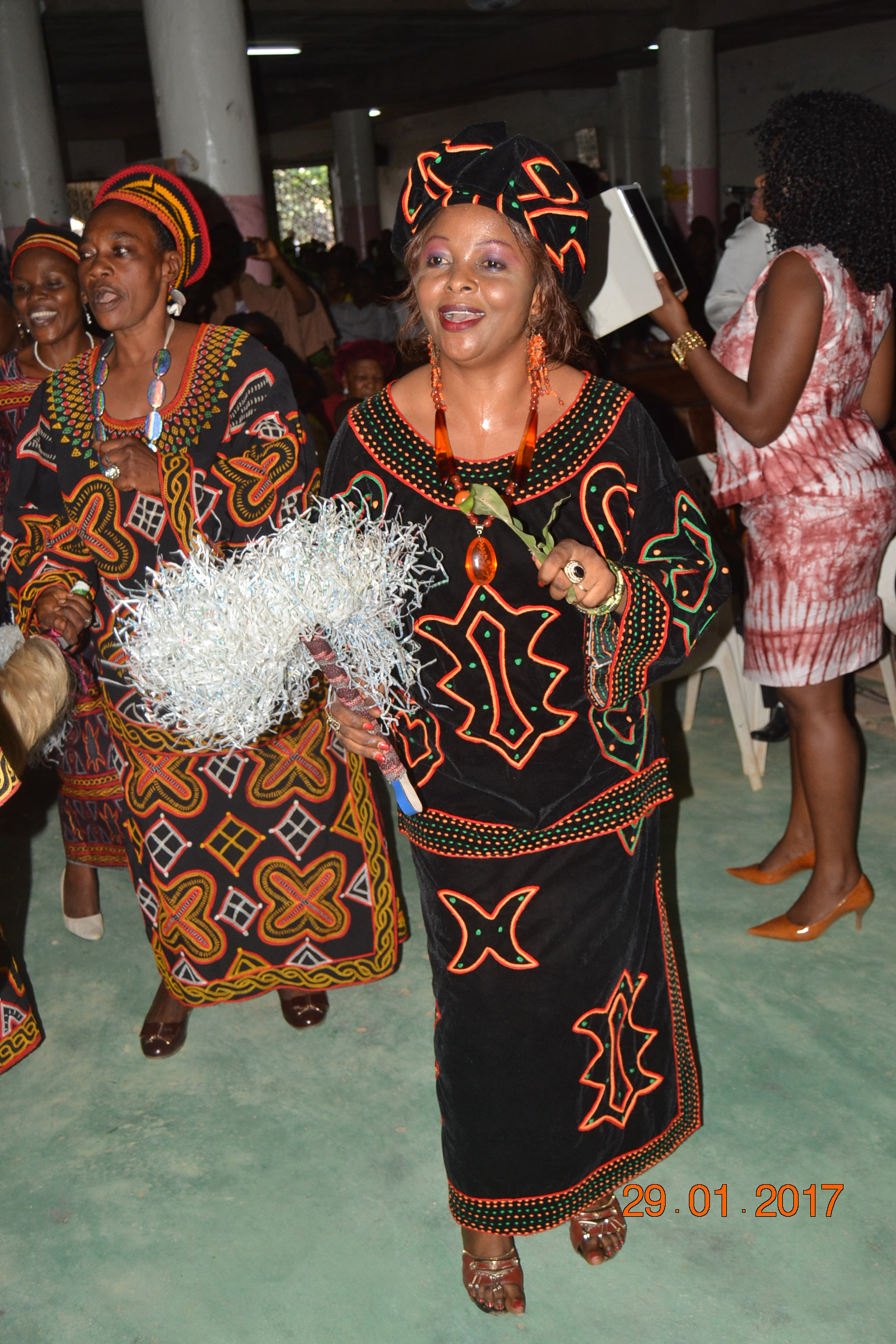
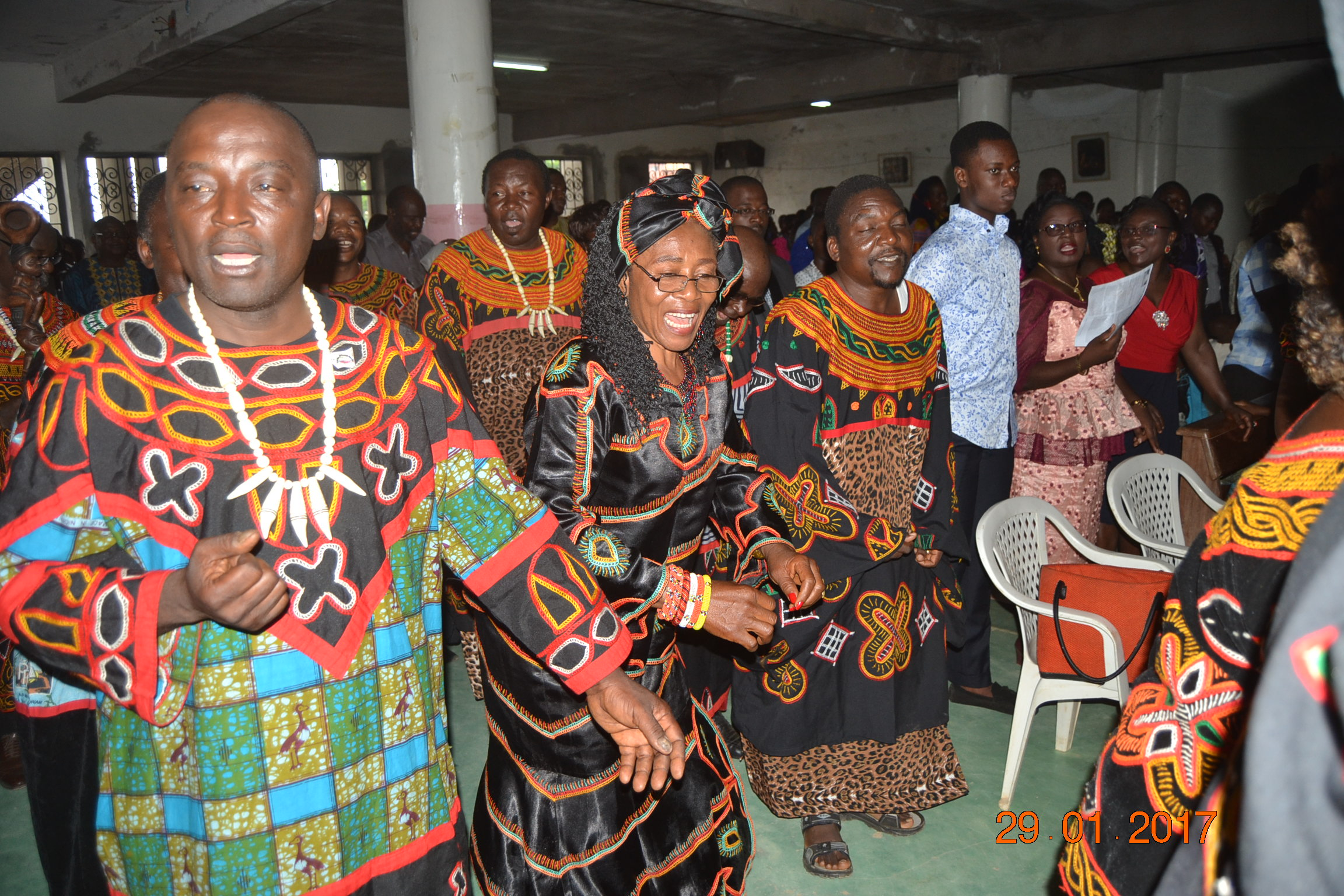
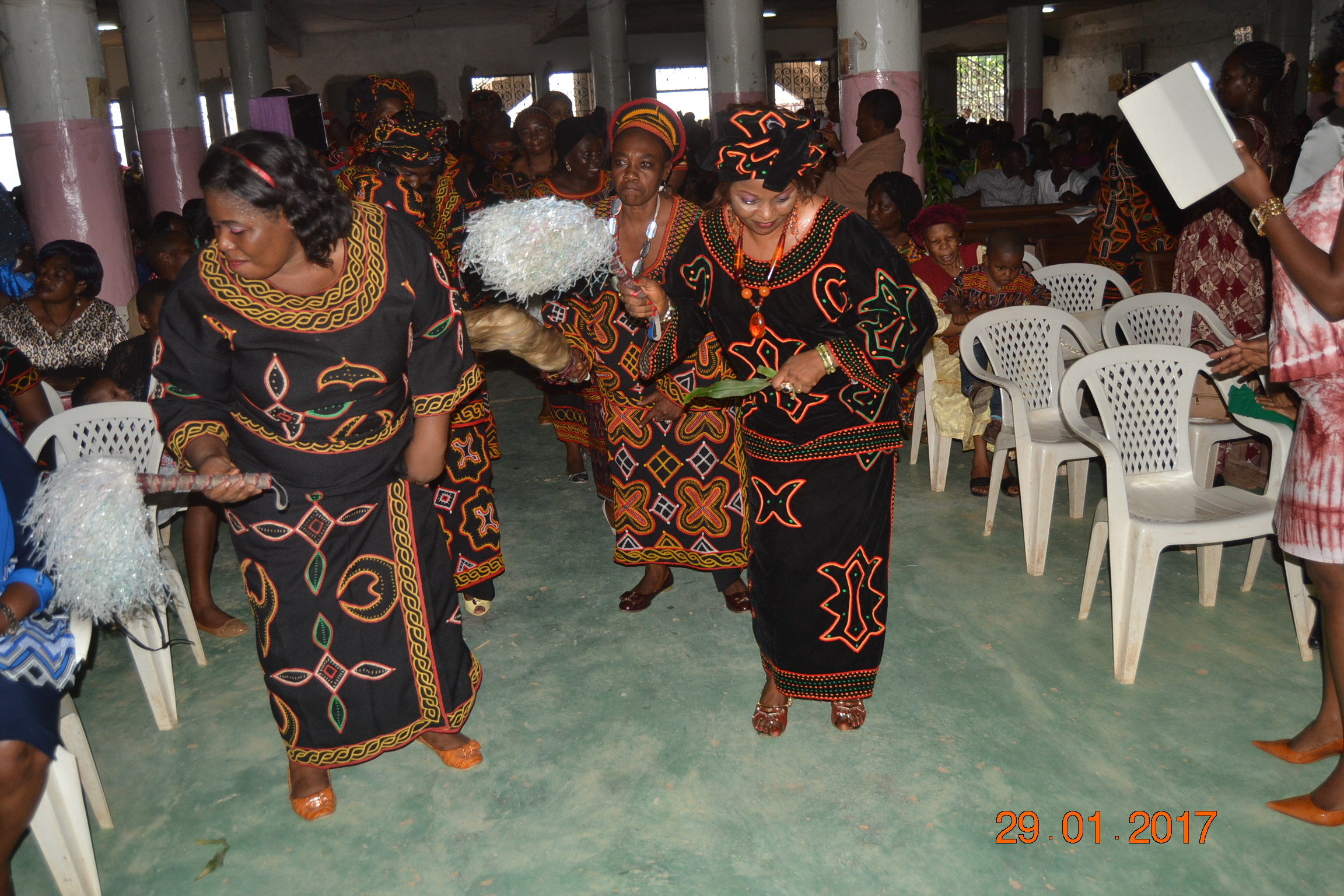
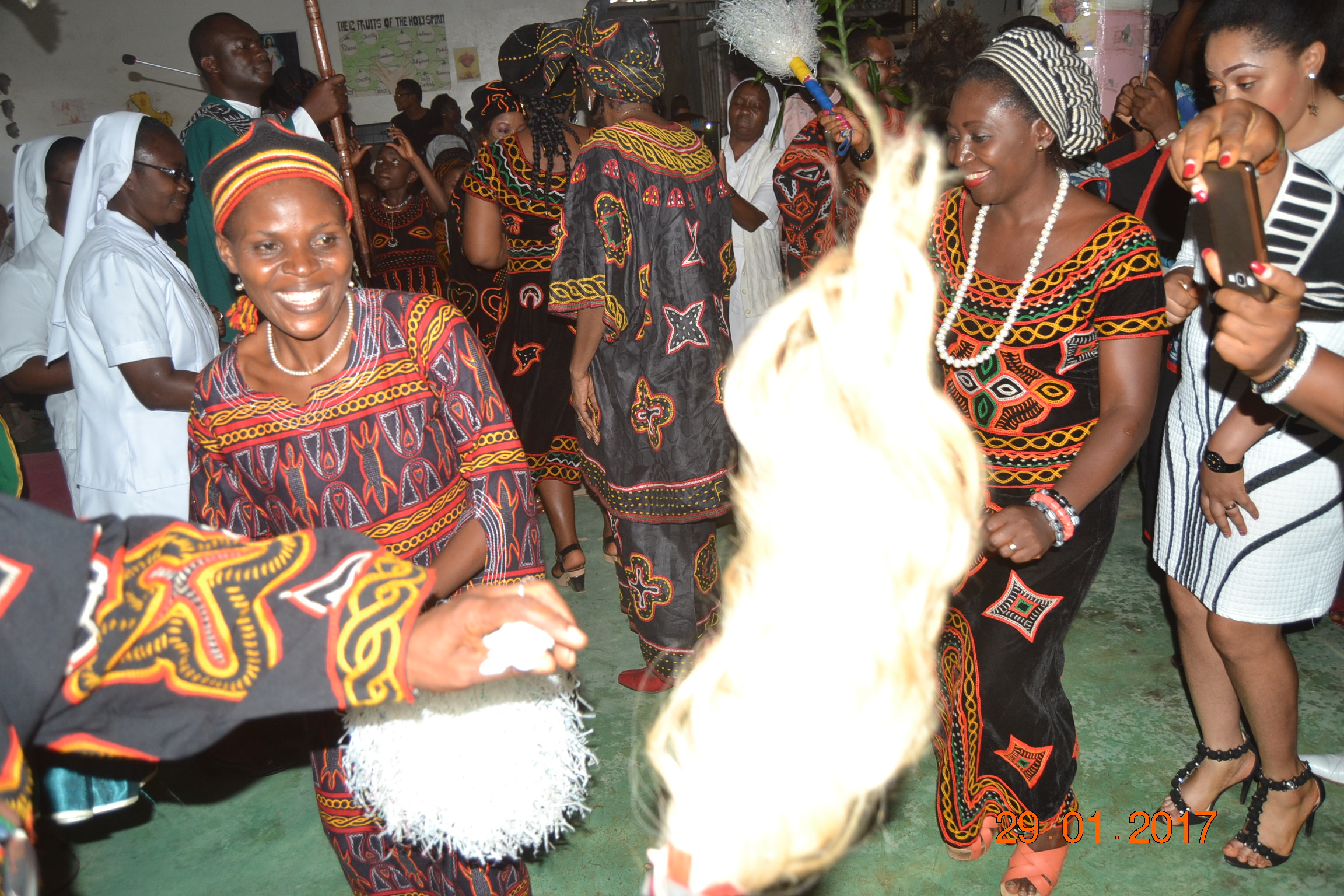
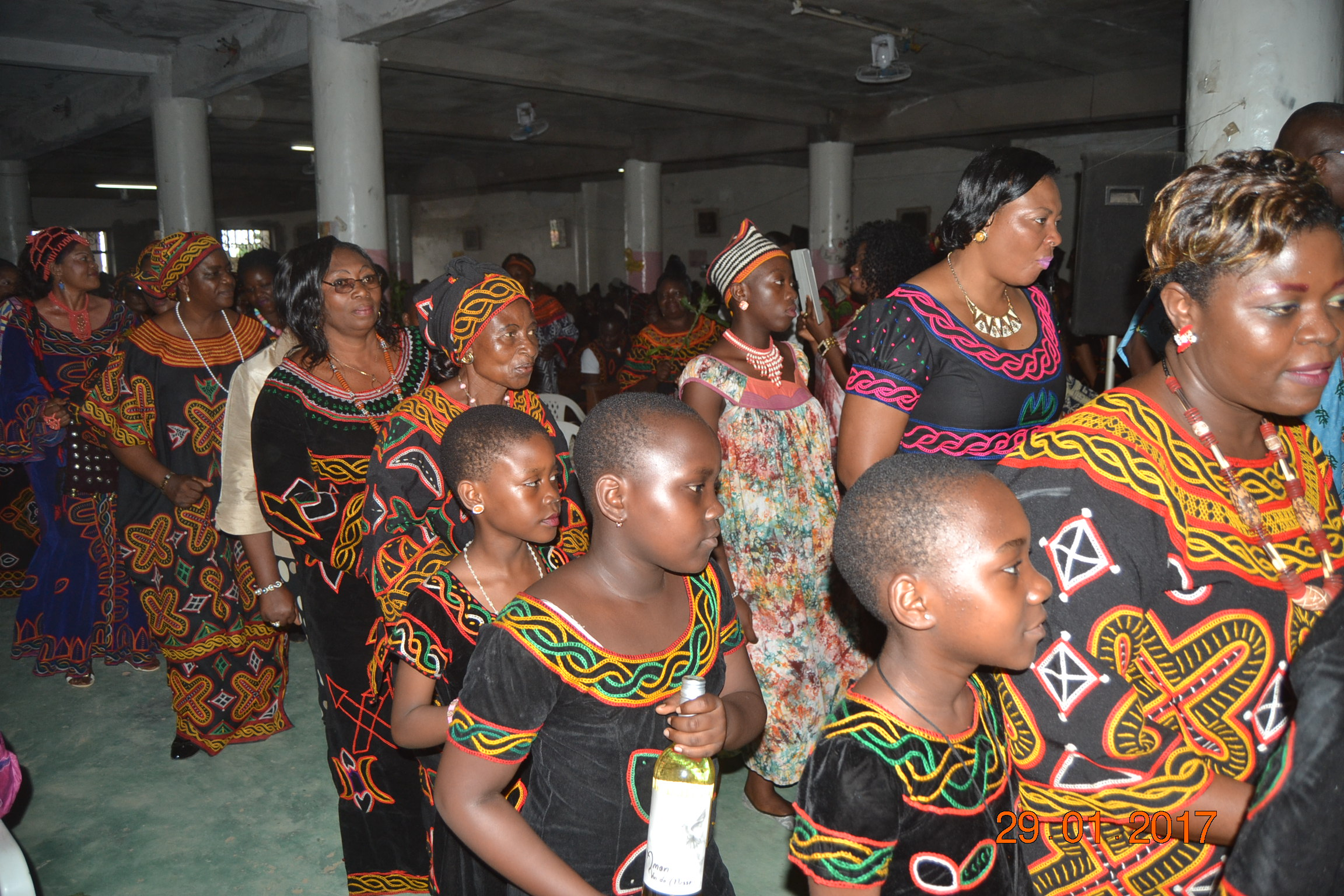
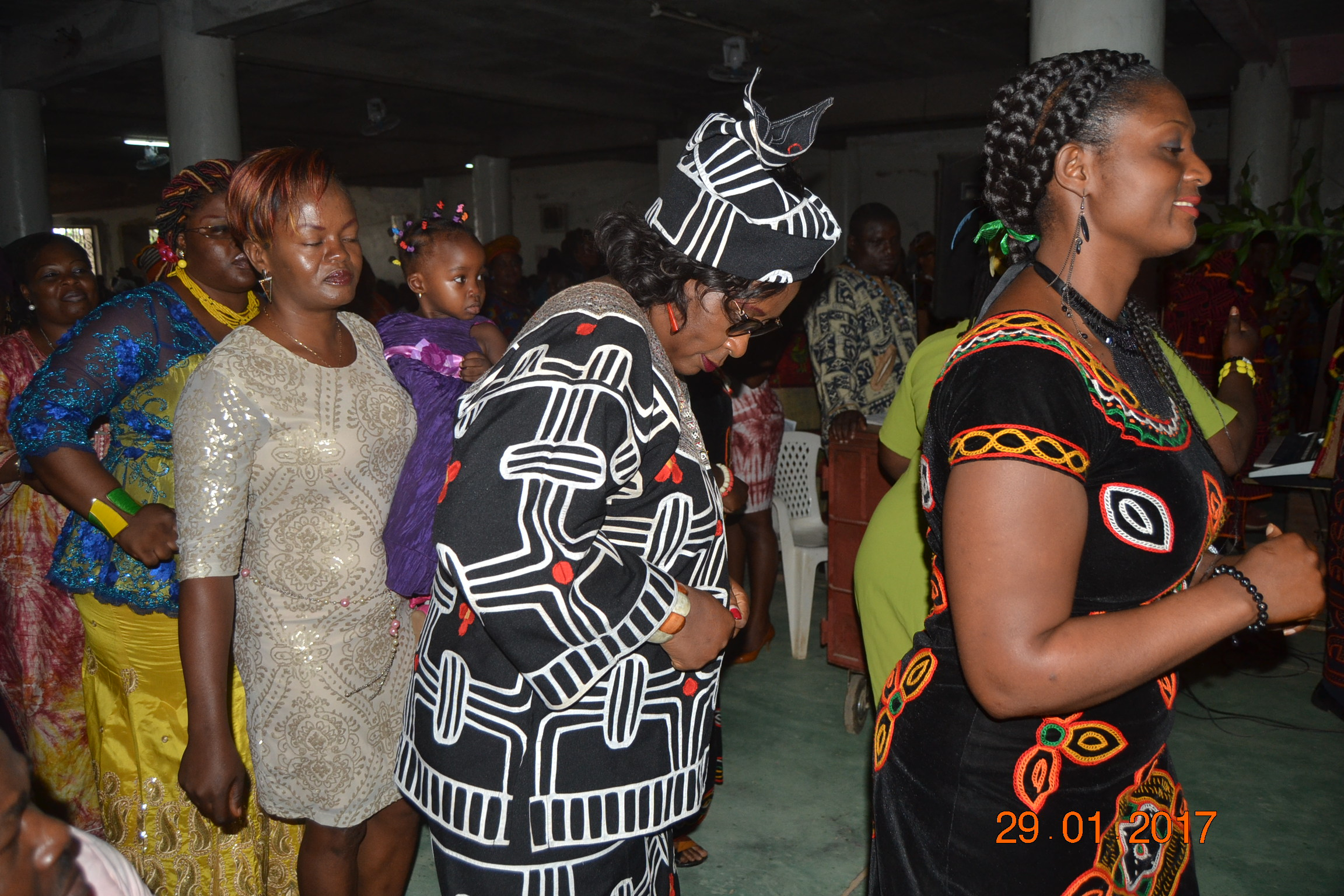
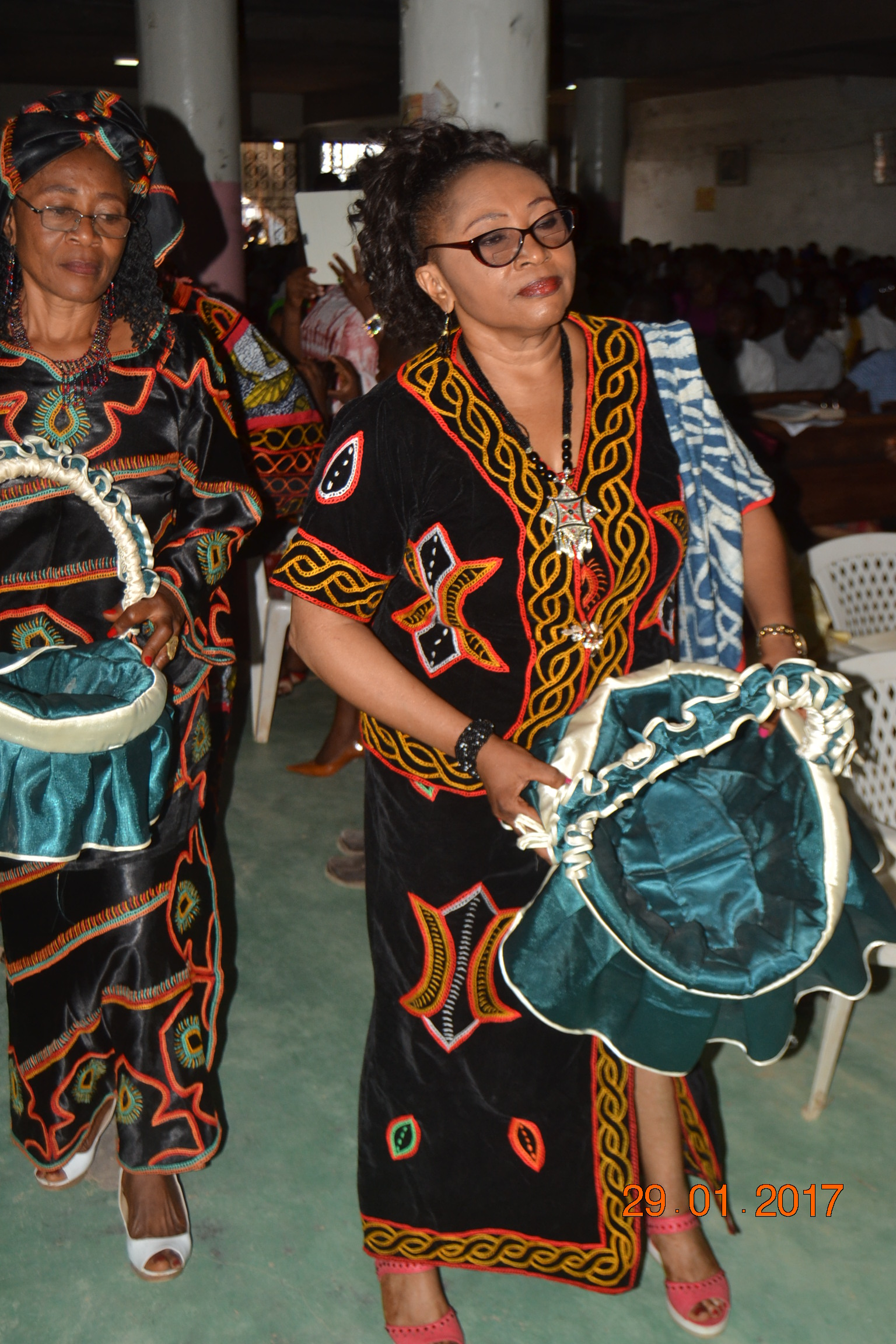

## Culture

### Tenues traditionnelles

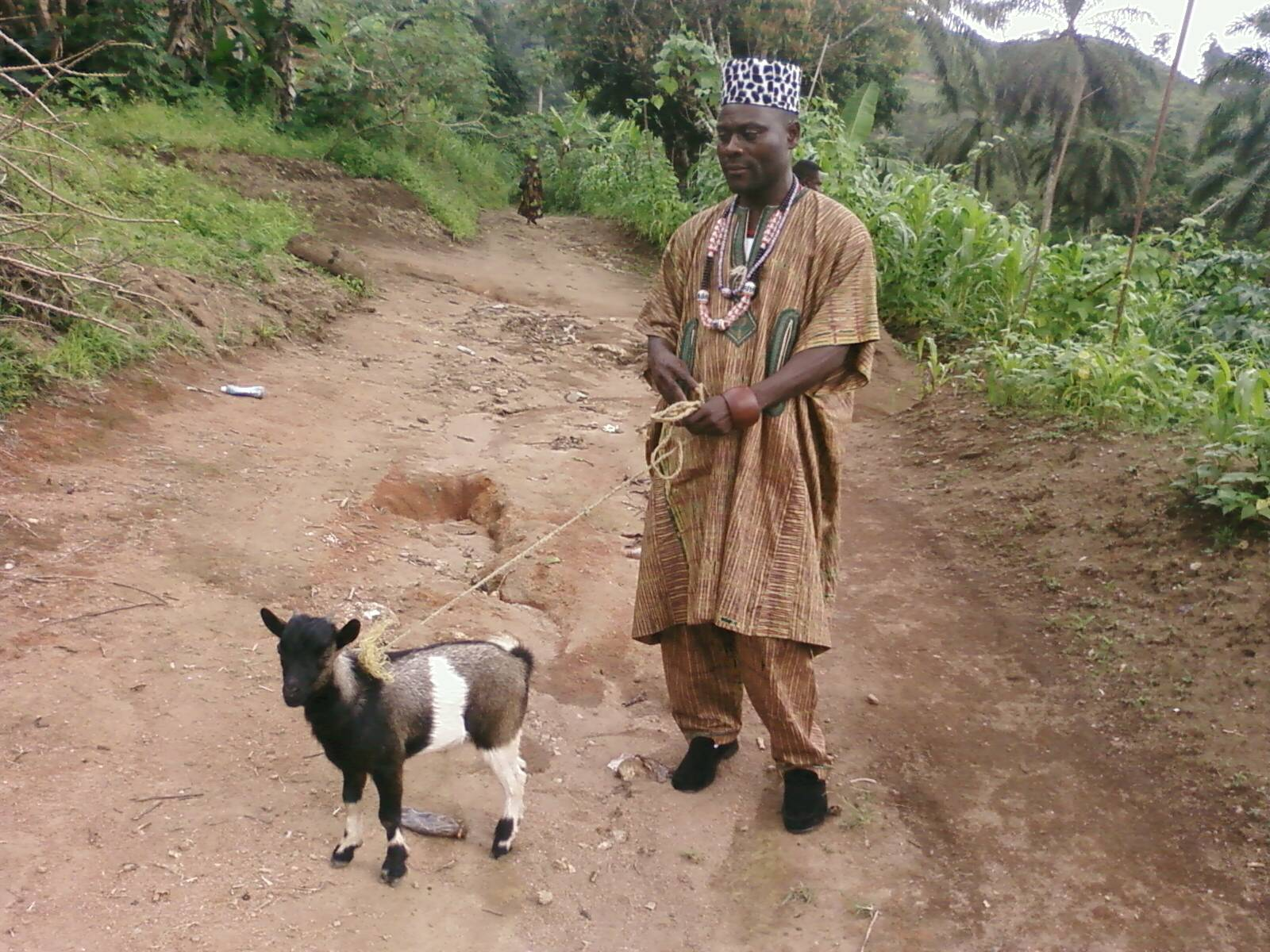
Tenue Traditionnelle Hommes Togho
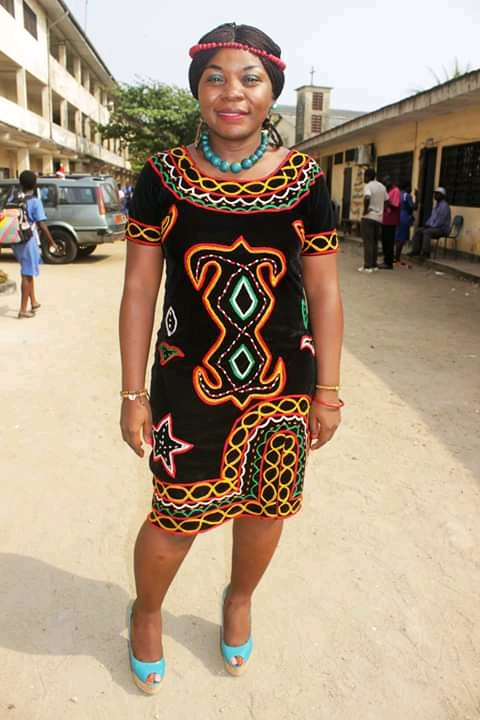
Tenue Traditionnelle Dames
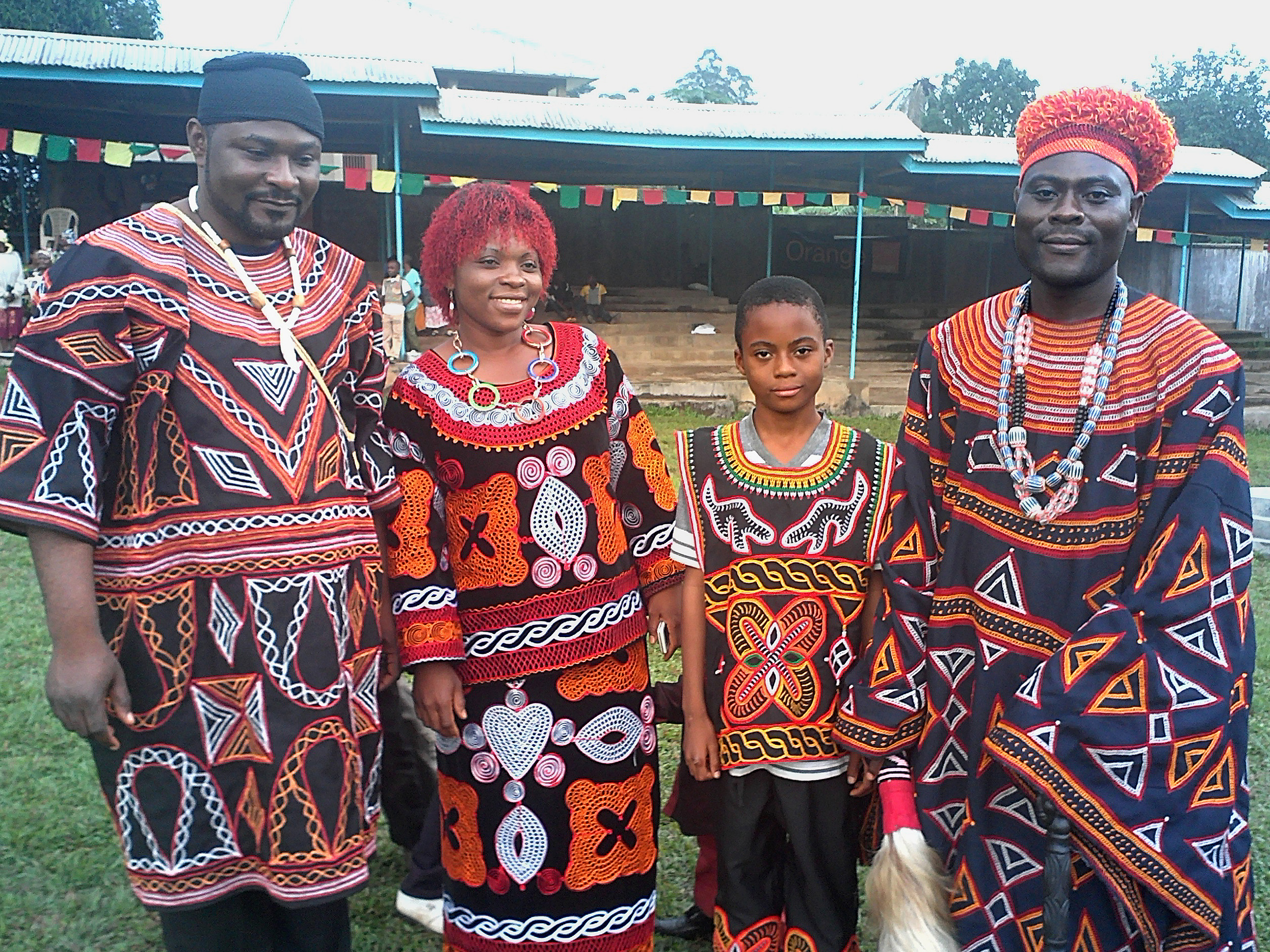
Tenue Traditionnelle Togho
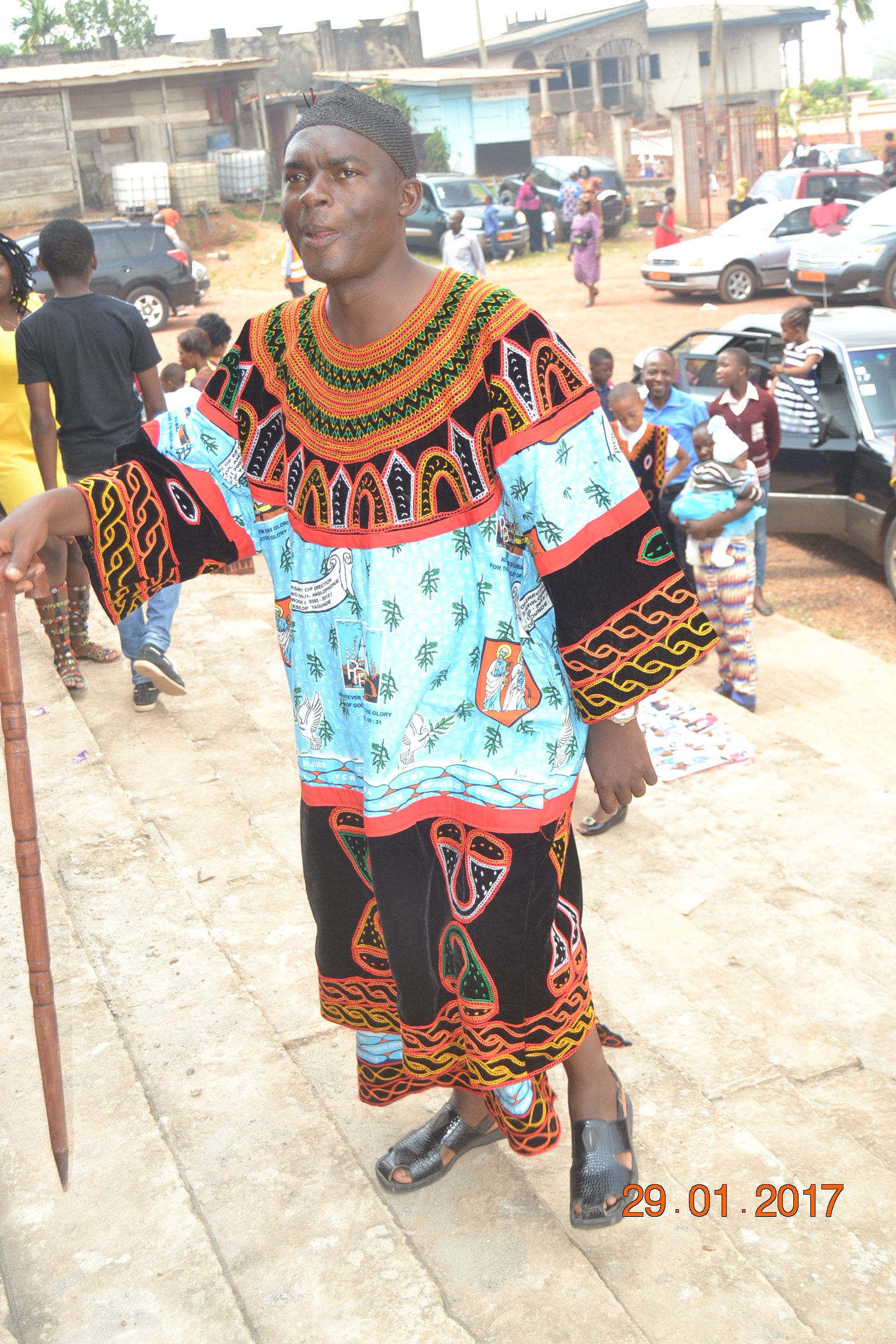
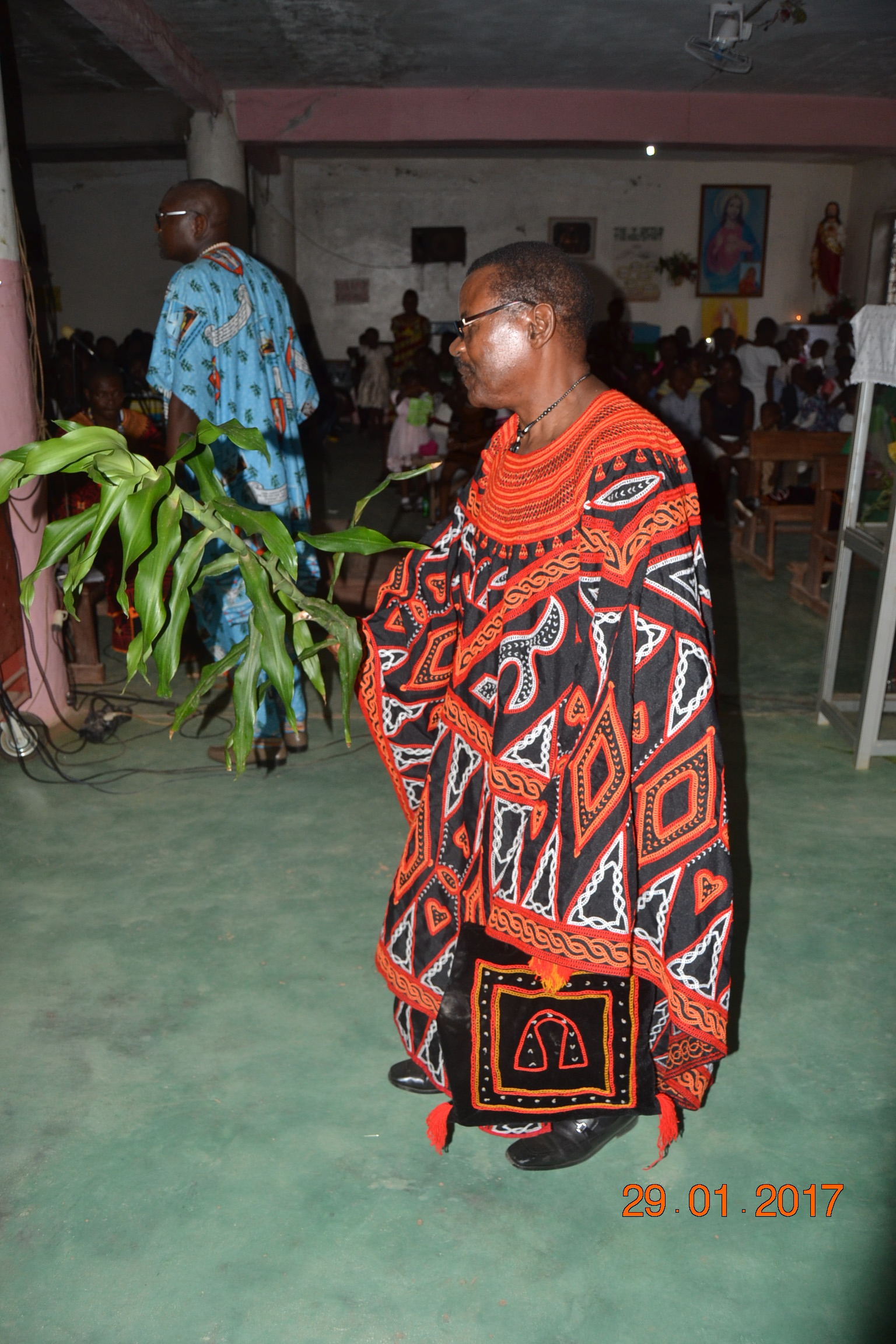

### Salutations royales

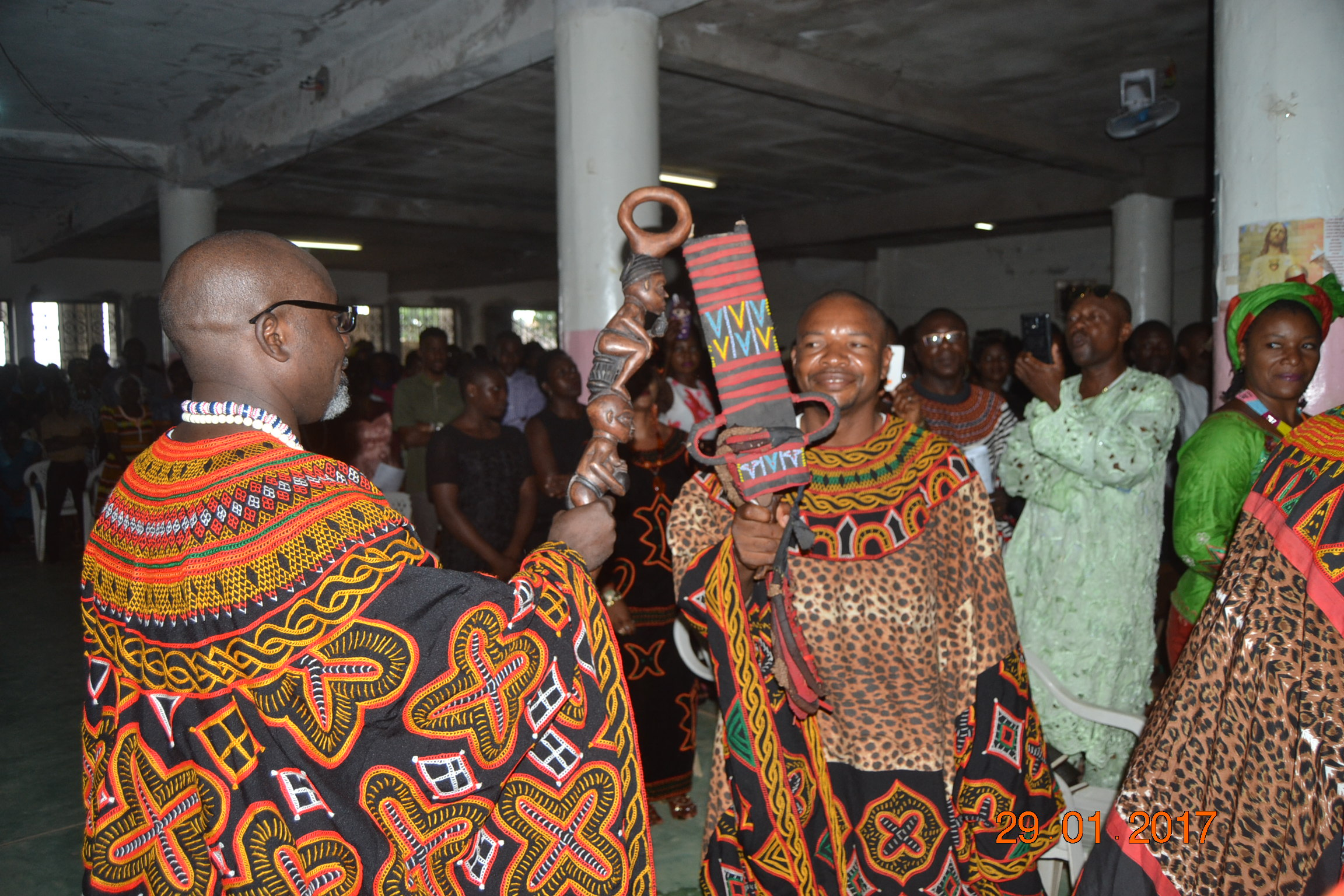
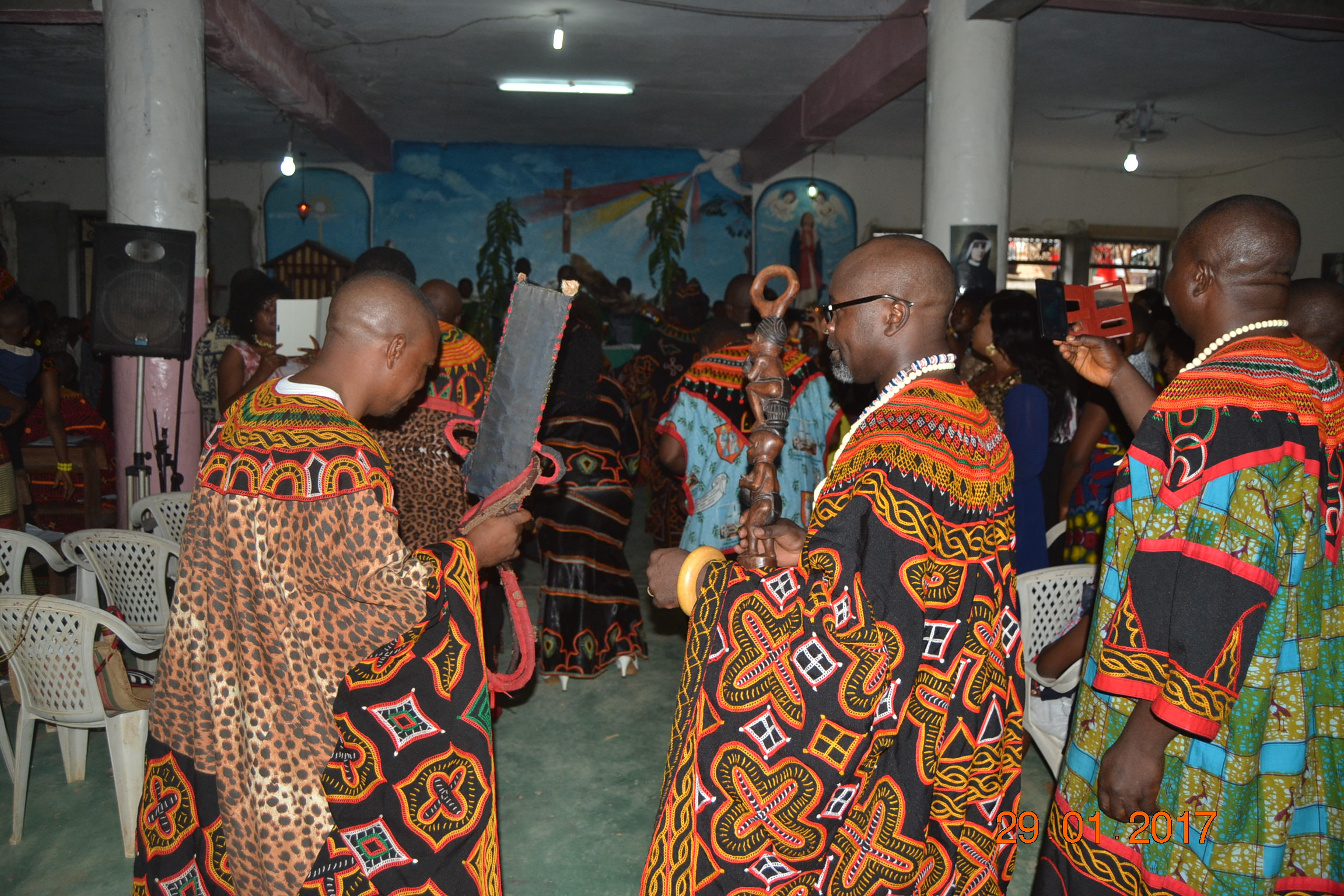

### Accessoires de danses traditionnelles

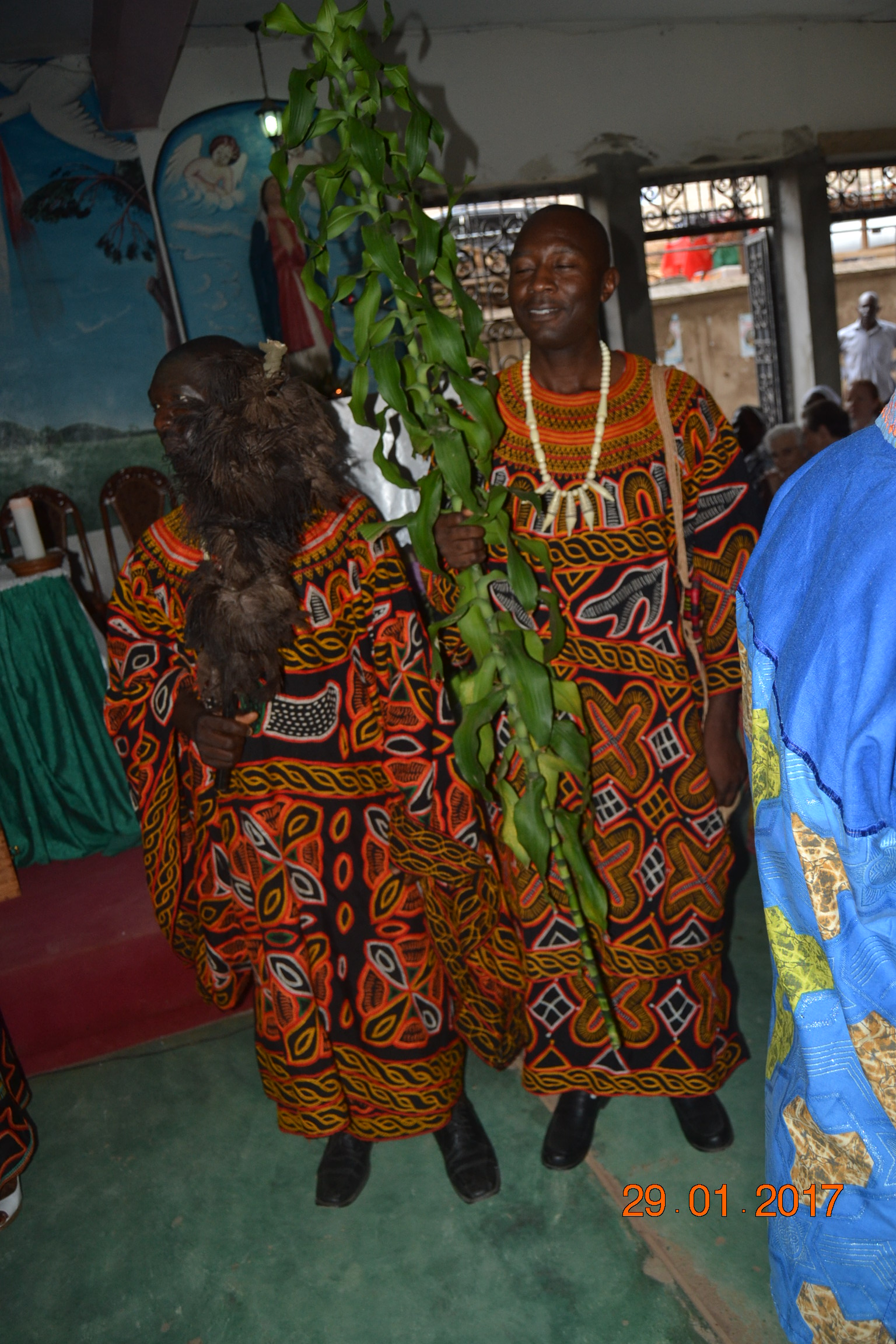
Arbre de paix